# Olympische Sommerspiele 1912/Leichtathletik
| Olympische Spiele 1912 Medaillenspiegel Leichtathletik | Olympische Spiele 1912 Medaillenspiegel Leichtathletik | Olympische Spiele 1912 Medaillenspiegel Leichtathletik | Olympische Spiele 1912 Medaillenspiegel Leichtathletik | Olympische Spiele 1912 Medaillenspiegel Leichtathletik | Olympische Spiele 1912 Medaillenspiegel Leichtathletik |
| Platz                                                  | Mannschaft                                             | Goldmedaillen                                          | Silbermedaillen                                        | Bronzemedaillen                                        | Total                                                  |
| ------------------------------------------------------ | ------------------------------------------------------ | ------------------------------------------------------ | ------------------------------------------------------ | ------------------------------------------------------ | ------------------------------------------------------ |
| 1                                                      | USA                                                    | 16                                                     | 14                                                     | 11                                                     | 31                                                     |
| 2                                                      | Finnland                                               | 6                                                      | 4                                                      | 3                                                      | 13                                                     |
| 3                                                      | Schweden                                               | 3                                                      | 6                                                      | 6                                                      | 15                                                     |
| 4                                                      | Großbritannien                                         | 2                                                      | 1                                                      | 5                                                      | 8                                                      |
| 5                                                      | Kanada                                                 | 1                                                      | 2                                                      | 2                                                      | 5                                                      |
| 6                                                      | Südafrikanische Union                                  | 1                                                      | 1                                                      | –                                                      | 2                                                      |
| 7                                                      | Griechenland                                           | 1                                                      | –                                                      | 1                                                      | 2                                                      |
| 8                                                      | Deutschland                                            | –                                                      | 2                                                      | –                                                      | 2                                                      |
| 8                                                      | Frankreich                                             | –                                                      | 2                                                      | –                                                      | 2                                                      |
| 10                                                     | Norwegen                                               | –                                                      | 1                                                      | –                                                      | 1                                                      |
| 11                                                     | Ungarn                                                 | –                                                      | –                                                      | 1                                                      | 1                                                      |
| 11                                                     | Königreich Italien                                     | –                                                      | –                                                      | 1                                                      | 1                                                      |

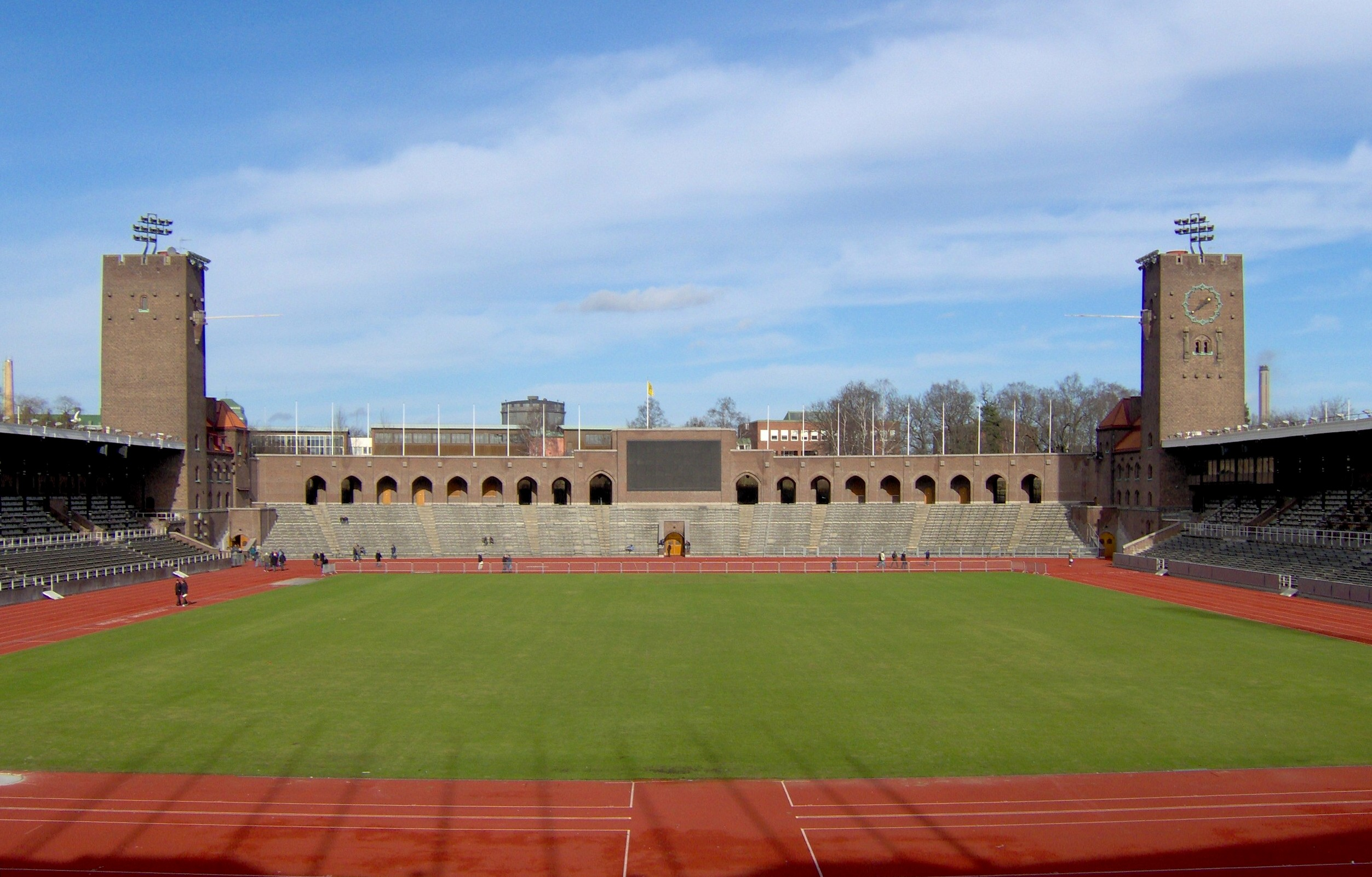
Das Stockholmer Olympiastadion

Bei den V. Olympischen Spielen 1912, offiziell Spiele der V. Olympiade genannt, in der schwedischen Hauptstadt Stockholm fanden dreißig Wettkämpfe in der Leichtathletik statt.

## Spiele des Durchbruchs
Nachdem schon die vorangegangenen Olympischen Spiele in London die olympische Bewegung in Sachen Popularität, Zuschauerinteresse, Athletenbeteiligung, Sportstätten usw. deutlich weitergebracht hatten, stellten die Spiele hier in Stockholm einen regelrechten Durchbruch dar. Bereits vorher war die Aufmerksamkeit international und besonders im Gastgeberland Schweden intensiv auf das bevorstehende Ereignis gerichtet. Die Bedeutung der Wettkämpfe hatte nachhaltige Wirkung. Zum ersten Mal nahmen Sportler aus allen fünf Kontinenten teil.

## Stadion
Das Stadion für die Leichtathletikwettkämpfe war mit Plätzen für 30.000 Zuschauer nicht überdimensioniert. Das wirkte sich sehr positiv aus auf die Stimmung und Spannung bei den Wettkämpfen. Die Laufbahn war noch nicht so standardisiert wie heute, es gab eine Aschenbahn von 383 Metern Länge mit einer sehr leistungsfördernden Qualität.

## Teilnehmer
Die genaue Zahl der Teilnehmer wird in verschiedenen Quellen unterschiedlich angegeben. Die Zahlen schwanken zwischen 534 und 556. Sie setzten sich zusammen aus 26 Nationen. Darin lag jedoch eine gewisse Problematik. Irland z. B. war damals Teil des Vereinigten Königreichs Großbritannien und Irland und startete so auch offiziell für Großbritannien. Anders war das für Böhmen, das zum Großreich Österreich-Ungarn gehörte, und auch für Finnland, das Teil des russischen Reiches war. Böhmens und Finnlands Sportler konnten für ihre jeweils eigenen kleineren Nationen starten, mussten jedoch beim Einmarsch, der erstmals als Nationeneinmarsch erfolgte, zusammen mit Österreich-Ungarn bzw. Russland ins Stadion marschieren.

Frauen waren weiterhin nicht teilnahmeberechtigt. In der Leichtathletik wurden Sportlerinnen erst bei den Olympischen Spielen 1928 in Amsterdam zugelassen.

## Wettkampfprogramm
Das Wettkampfangebot brachte wie auch bei allen Spielen zuvor wieder einige Änderungen mit sich.
- Im Programm gestrichen wurden vorübergehend der Hindernislauf, zuletzt ausgetragen über die Distanz von 3200 Metern und der 400-Meter-Hürdenlauf. Endgültig aus dem Angebot fielen die einmalig ausgetragene olympische Staffel, das 3500-Meter-Gehen sowie die beiden Wurfdisziplinen Diskuswurf, antiker Stil und Speerwurf. freier Stil.
- Ersetzt wurden: der 5-Meilen-Lauf (8047 m) – durch den 10.000-Meter-Lauf, der 3-Meilen-Mannschaftslauf (4828 m) – durch den 3000-Meter-Mannschaftslauf und das 10-Meilen-Gehen (16.093 m) – durch das 10.000-Meter-Gehen.
- Neu ins Programm aufgenommen wurden: der 5000-Meter-Lauf, ein Querfeldeinlauf, die beiden Staffeln über 4-mal 100 Meter und 4-mal 400 Meter, die drei beidarmig gewerteten Stoß-/Wurfdisziplinen im Kugelstoßen, Diskuswurf und Speerwurf. Dabei wurden die jeweils mit dem besseren und schwächeren Stoß-/Wurfarm erzielten Weiten zum Endresultat addiert. Diese beidarmigen Wettbewerbe waren einmalig nur hier in Stockholm Teil des olympischen Programms. Darüber hinaus kam der Mehrkampf wieder ins Angebot, einmal als Fünf- und zum Zweiten als Zehnkampf.

Damit nahm das leichtathletische Angebot langsam den Rahmen an, den wir auch heute kennen. Die beiden bislang fehlenden Bahn-Langstrecken über 5000 und 10.000 Meter waren nun olympische Disziplinen, ebenso die beiden Staffeln von heutigen Veranstaltungen. Im Laufbereich fehlten die zwischenzeitlichen abgesetzten Disziplinen 400 Meter Hürden und der Hindernislauf. Zusätzlich gab es damals noch den Querfeldeinlauf – der heute Crosslauf heißen würde, aber längst nicht mehr olympisch ist. Die Disziplinen im Springen, Stoßen und Werfen waren komplett so vorhanden wie heute auch. Zusätzlich gab es damals noch die Standsprungwettbewerbe sowie das beidarmige Stoßen/Werfen. Auch der Zehnkampf war wieder im Programm. Als zweiten Mehrkampf gab es noch den Fünfkampf, der heute nicht mehr olympisch ist.

Was gänzlich immer noch fehlte, waren dagegen Angebote für die Frauenleichtathletik.

## Sportliche Erfolge
Das Leistungsniveau war ausgesprochen hoch. Es wurden sieben Weltrekorde und fünfzehn olympische Rekorde aufgestellt.
- Weltrekorde:
  - 800-Meter-Lauf: Ted Meredith, USA – 1:51,9 min, Finale am 8. Juli
  - 3000-Meter-Lauf: Hannes Kolehmainen, Finnland – 8:36,9 min, Vorlauf 3000-Meter-Mannschaft am 12. Juli
  - 5000-Meter-Lauf: Hannes Kolehmainen, Finnland – 14:36,6 min, Finale am 10. Juli
  - 4-mal-100-Meter-Staffel: Deutsches Reich (Otto Röhr, Max Herrmann, Erwin Kern, Richard Rau) – 43,6 s, Halbfinale am 8. Juli
  - 4-mal-400-Meter-Staffel: USA (Mel Sheppard, Edward Lindberg, Ted Meredith, Charles Reidpath) – 3:16,6 min, Finale am 15. Juli
  - 10.000-Meter-Gehen: George Goulding, Kanada – 46:28,4 min, 8. Juli
  - Zehnkampf: Jim Thorpe, USA – 8412,955 P (heutige Wertung: 6564 P), 13. bis 15. Juli
- Olympische Rekorde:
  - 100-Meter-Lauf: Donald Lippincott, USA – 10,6 s, Vorlauf am 6. Juli
  - 400-Meter-Lauf: Charles Reidpath, USA – 48,2 s, Finale am 13. Juli
  - 1500-Meter-Lauf: Arnold Jackson, Großbritannien – 3:56,8 min, Finale am 10. Juli
  - 10.000-Meter-Lauf: Hannes Kolehmainen, Finnland – 31:20,8 min, Finale am 8. Juli
  - Hochsprung: Alma Richards, USA – 1,93 m, Finale am 8. Juli
  - Stabhochsprung: Alma Richards, USA – 3,93 m, Finale am 11. Juli
  - Weitsprung: Albert Gutterson, USA – 7,60 m, Finale am 13. Juli
  - Kugelstoßen: Pat McDonald, USA – 15,34 m, Finale am 10. Juli
  - Kugelstoßen beidhändig: Ralph Rose, USA – 27,70 m, Finale am 11. Juli
  - Diskuswurf: Armas Taipale, Finnland – 45,21 m, Finale am 12. Juli
  - Diskuswurf beidarmig: Armas Taipale, Finnland – 82,86 m, Finale am 13. Juli
  - Hammerwurf: Matt McGrath, USA – 54,74 m, Finale am 14. Juli
  - Speerwurf: Eric Lemming, Schweden – 60,64 m, Finale am 6. Juli
  - Speerwurf: Juho Saaristo, Finnland – 61,00 m, Finale des beidarmigen Speerwurfs am 9. Juli
  - Speerwurf beidarmig: Juho Saaristo, Finnland – 109,42 m, Finale am 9. Juli

Als weitaus beste Nation erwies sich wie bei allen vorangegangenen Spielen die USA. Die US-Amerikaner dominierten mit 16 Goldmedaillen und 42 Medaillen insgesamt. Dahinter lag das kleine Finnland mit sechs Olympiasiegen, das eigentlich noch nicht eigenständig war und zu Russland gehörte. Das Gastgeberland Schweden folgte mit vier, dahinter Großbritannien mit zwei Goldmedaillen.
Erfolgreichster Sportler war der finnische Langstreckler Hannes Kolehmainen. Er wurde dreifacher Olympiasieger – 5000-Meter-, 10.000-Meter-, Querfeldeinlauf – und gewann darüber hinaus mit seinen finnischen Landsleuten die Silbermedaille im 3000-Meter-Mannschaftslauf.

Zweifache Olympiasieger waren folgende Athleten:
- Ralph Craig, USA – 100-, 200-Meter-Lauf
- Armas Taipale, Finnland – Diskuswurf bestarmig, Diskuswurf beidarmig
- Jim Thorpe, USA – Fünfkampf, Zehnkampf. Ihm wurden die Goldmedaillen 1913 nachträglich zunächst aberkannt, dann jedoch 1982 wieder zuerkannt.
- Charles Reidpath, USA – 400-Meter-Lauf, 4-mal-400-Meter-Staffel
- Ted Meredith, USA – 800-Meter-Lauf, 4-mal-400-Meter-Staffel.

Es gab darüber hinaus drei Sportler, die bereits bei zuvor ausgetragenen Olympischen Spielen siegreich waren:
- Mel Sheppard, USA – 4-mal-400-Meter-Staffel: 1908 Olympiasieger auf den Mittelstrecken über 800 und 1500 Meter sowie Schlussläufer der siegreichen olympischen Staffel, damit jetzt vierfacher Olympiasieger
- Eric Lemming, Finnland – Speerwurf bestarmig: 1908 siegreich im Speerwurf freier Stil und Speerwurf Mittelgriff, damit jetzt dreifacher Olympiasieger
- Ralph Rose, USA – Kugelstoßen beidarmig: 1908 siegreich im Kugelstoßen (damals bestarmig), damit jetzt zweifacher Olympiasieger

## Resultate

### 100 m
| Platz | Athlet            | Land | Zeit (s) |
| ----- | ----------------- | ---- | -------- |
| 1     | Ralph Craig       | USA  | 10,8     |
| 2     | Alvah Meyer       | USA  | 10,9     |
| 3     | Donald Lippincott | USA  | 10,9     |
| 4     | George Patching   | RSA  | 10,9     |
| 5     | Frank Belote      | USA  | 10,9     |
| DNS   | Howard Drew       | USA  |          |

Finale: 7. Juli

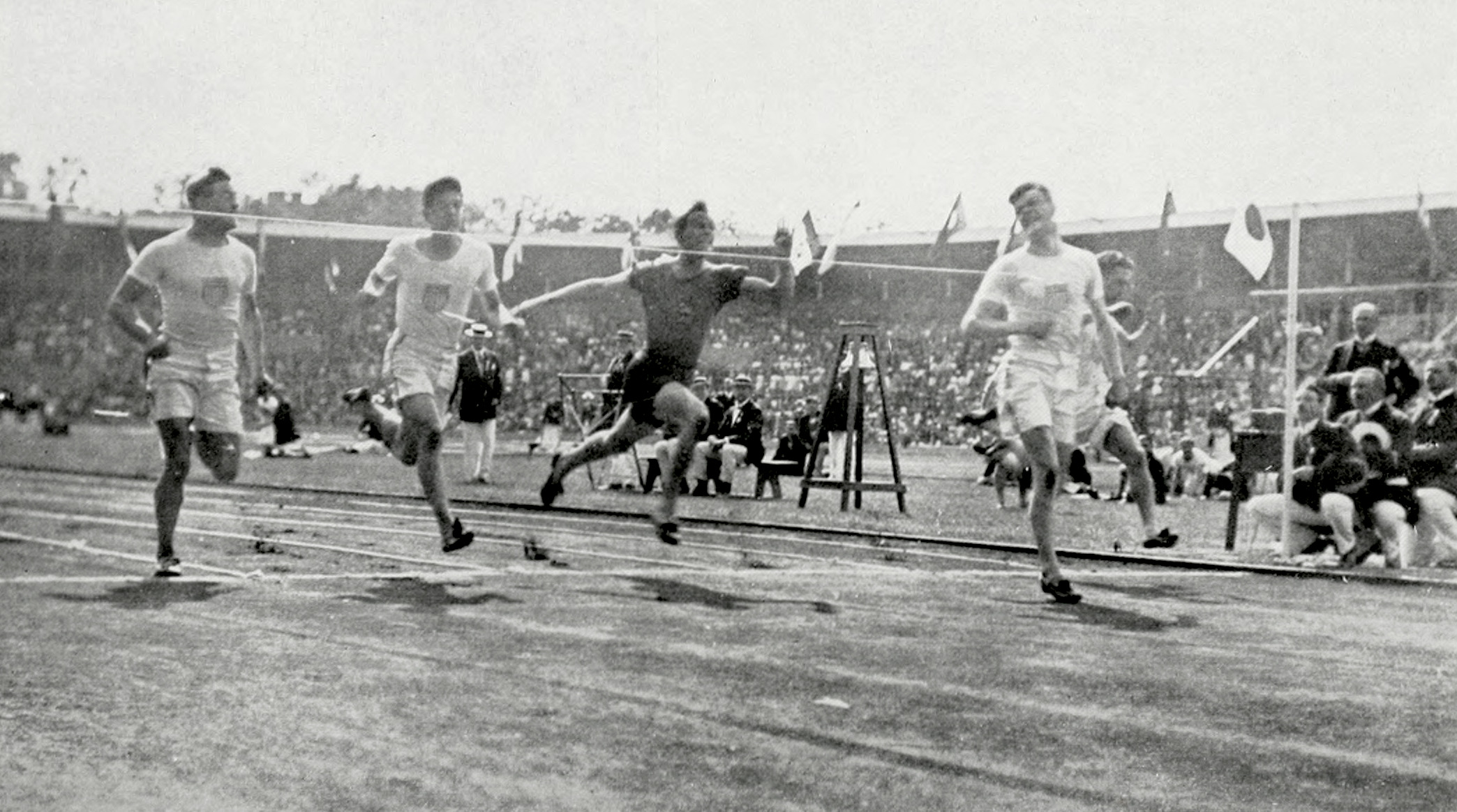
Finaleinlauf über 100 Meter (v. l. n. r.): Frank Belote, Donald Lippincott, George Patching, Ralph Craig, Alvah Meyer

Donald Lippincott hatte im Vorlauf mit 10,6 s einen neuen olympischen Rekord aufgestellt. Der Favorit Howard Drew qualifizierte sich zwar für das Finale, hatte sich aber im Halbfinale einen Muskelriss zugezogen und verzichtete auf einen Start. So wurde Ralph Craig, der nie einen US-amerikanischen Titel erringen konnte, Sprintolympiasieger.

### 200 m
| Platz | Athlet            | Land | Zeit (s) |
| ----- | ----------------- | ---- | -------- |
| 1     | Ralph Craig       | USA  | 21,7     |
| 2     | Donald Lippincott | USA  | 21,8     |
| 3     | Willie Applegarth | GBR  | 22,0     |
| 4     | Richard Rau       | GER  | 22,2     |
| 5     | Charles Reidpath  | USA  | 22,2     |
| 6     | Donnell Young     | USA  | 22,3     |

Finale: 11. Juli

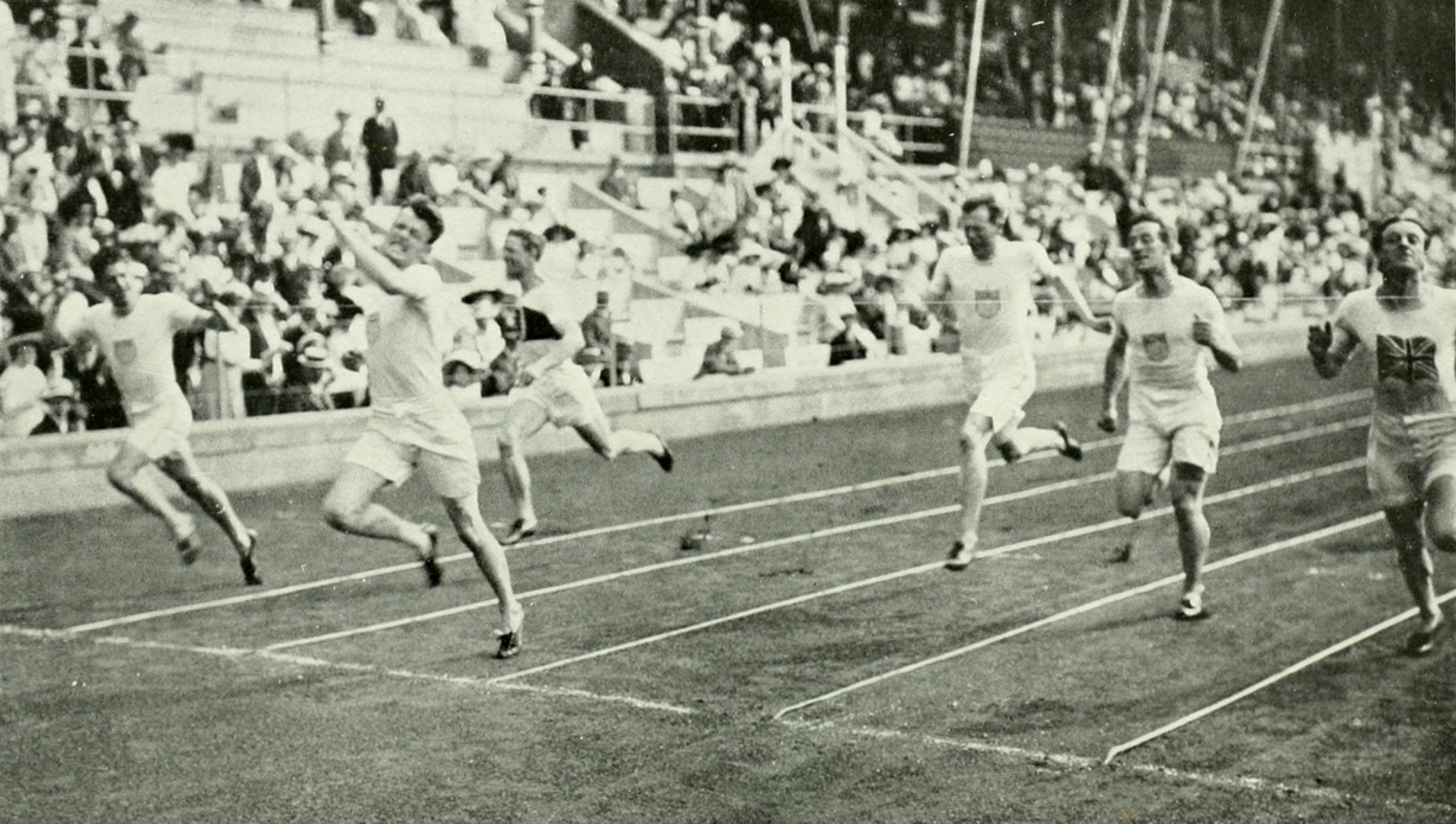
Zieleinlauf (v. l. n. r.): Donald Lippincott, Ralph Craig, Richard Rau, Donnell Young, Charles Reidpath, Willie Applegarth

Achtzig Meter vor dem Ziel stürmte der 100-Meter-Olympiasieger Ralph Craig kraftvoll an die Spitze und behielt auch gegen den Angriff seines Landsmanns Donald Lippincott die Oberhand. Dahinter ging es ebenfalls sehr eng zu. Der Brite William Applegarth wurde Dritter vor dem Berliner Richard Rau.

### 400 m
| Platz | Athlet           | Land | Zeit (s) |
| ----- | ---------------- | ---- | -------- |
| 1     | Charles Reidpath | USA  | 48,2 OR  |
| 2     | Hanns Braun      | GER  | 48,3000  |
| 3     | Edward Lindberg  | USA  | 48,4000  |
| 4     | Ted Meredith     | USA  | 49,2000  |
| 5     | Carroll Haff     | USA  | 49,5000  |

Finale: 13. Juli

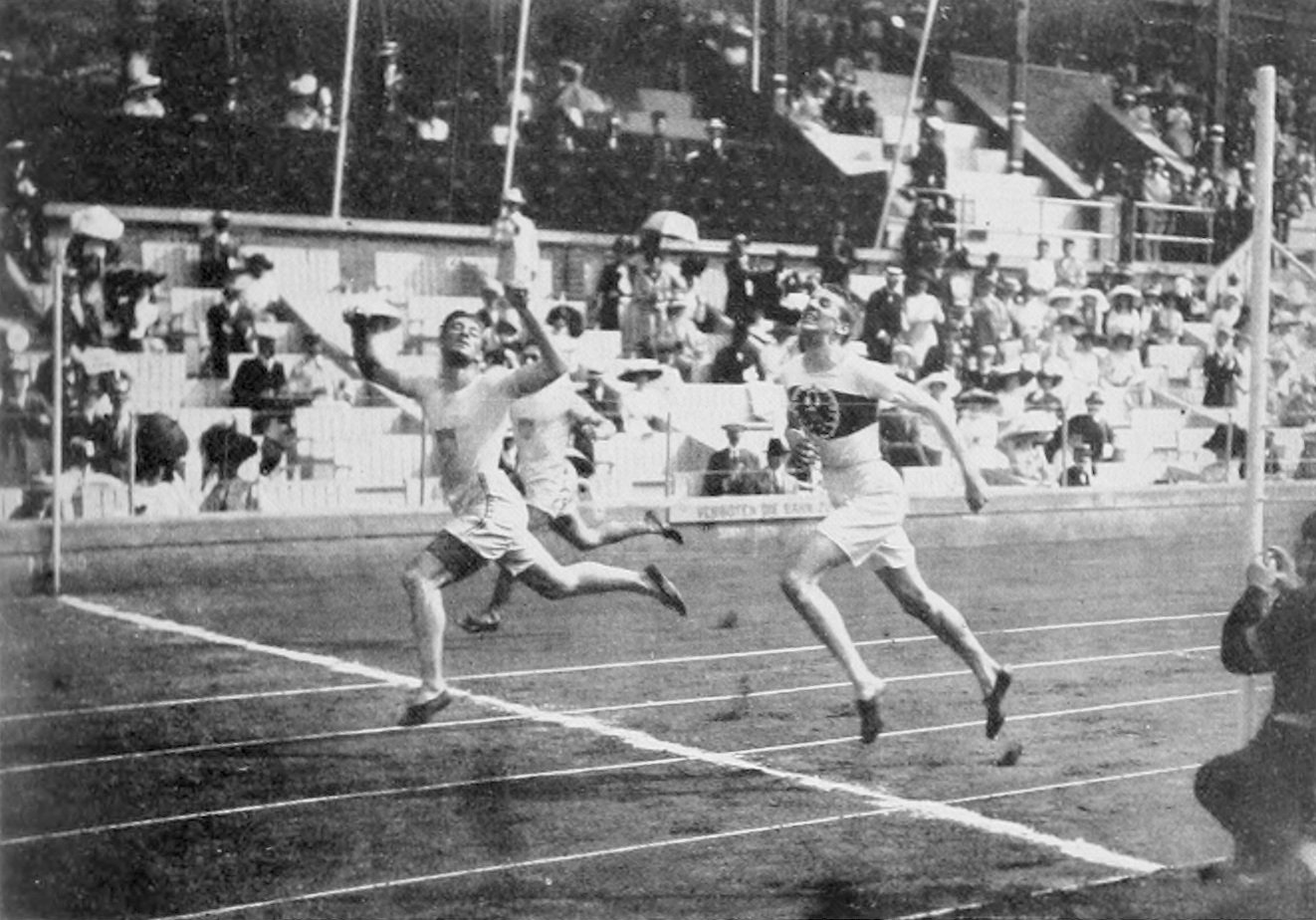
Charles Reidpath im Ziel knapp vor Hanns Braun

Im Gegensatz zu den Vor- und Zwischenläufen, in denen wie schon vier Jahre zuvor 1908 in London mit harten Bandagen gekämpft worden und es auch zu einer Disqualifikation gekommen war, wurde das Finale auf abgesteckten Bahnen ausgetragen. Davon profitierte der Deutsche Hanns Braun, der sich hier alleine gegen vier US-Amerikaner durchsetzen musste. Im Zwischenlauf war Braun so unfair von einem USA-Läufer bedrängt worden, dass dieser – Donnell Young – disqualifiziert wurde. Im Finale herrschte Chancengleichheit und in einem engen Rennen gewann Charles Reidpath vor Hanns Braun und dem US-Amerikaner Edward Lindberg.

### 800 m
| Platz | Athlet             | Land | Zeit (min) |
| ----- | ------------------ | ---- | ---------- |
| 1     | Ted Meredith       | USA  | 1:51,9 WR  |
| 2     | Mel Sheppard       | USA  | 1:52,0000  |
| 3     | Ira Davenport      | USA  | 1:52,0000  |
| 4     | Mel Brock          | CAN  | 1:52,7000  |
| 5     | David Caldwell     | USA  | 1:52,8000  |
| 6     | Hanns Braun        | GER  | 1:53,1000  |
| 7     | Clarence Edmundson | USA  | 1:53,8000  |
| 8     | Herbert Putnam     | USA  | k. A.000   |

Finale: 8. Juli

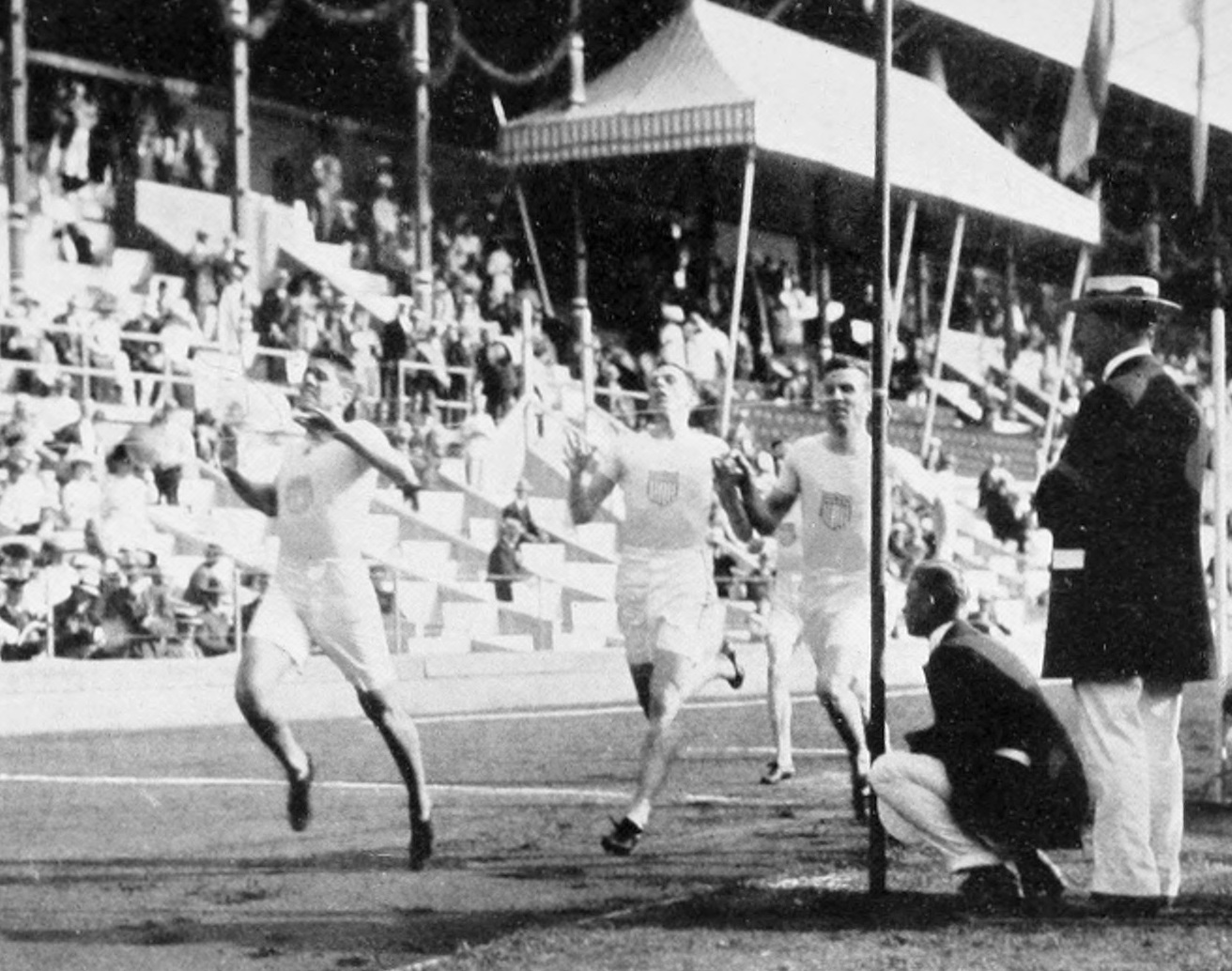
Zieleinlauf

Sechs US-Amerikaner traten in diesem Finale gegen einen Kanadier und einen Deutschen an. Die US-Läufer arbeiteten taktisch immer wieder geschickt zusammen, aber es kam an keiner Stelle zu unfairen Aktionen. Zum Schluss gab es einen Dreifachsieg für sie und einen Weltrekord für den Sieger, dessen korrekter Name eigentlich James Edwin Meredith lautete. Bei seinem Olympiasieg war er noch keine zwanzig Jahre alt.

### 1500 m
| Platz | Athlet          | Land | Zeit (min) |
| ----- | --------------- | ---- | ---------- |
| 1     | Arnold Jackson  | GBR  | 3:56,8 OR  |
| 2     | Abel Kiviat     | USA  | 3:56,9000  |
| 3     | Norman Taber    | USA  | 3:56,9000  |
| 4     | John Paul Jones | USA  | 3:57,2000  |
| 5     | Ernst Wide      | SWE  | 3:57,6000  |
| 6     | Philip Baker    | GBR  | 4:01,0000  |
| 7     | John Zander     | SWE  | 4:02,0000  |
| 8     | Henri Arnaud    | FRA  | 4:02,2000  |

Finale: 10. Juli

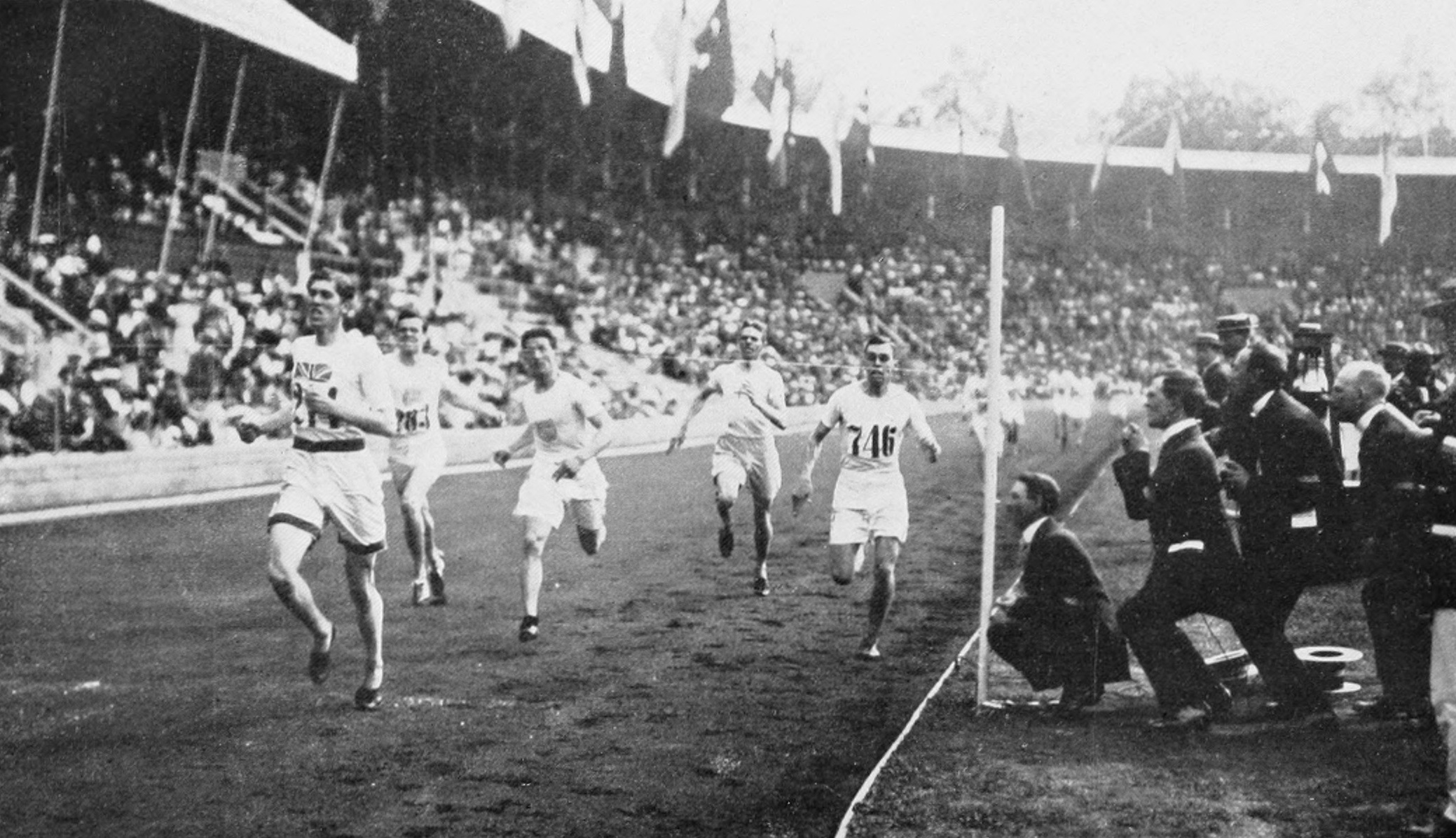
Arnold Jackson gewann den 1500-Meter-Lauf vor Abel Kiviat

Im Finale übernahm zunächst der US-amerikanische Olympiasieger von 1908 Melvin Sheppard die Spitze. Zwischenzeitlich ging anschließend der Franzose Henri Arnaud nach vorne. Zu Beginn der letzten Runde forcierte der US-Amerikaner Abel Kiviat, aber sein Landsmann Norman Taber, der Brite Arnold Jackson, John Paul Jones, ebenfalls USA, und zunächst auch Melvin Sheppard, der dann aber zurückfiel, konnten folgen. Dramatisch wurde es auf den letzten fünfzig Metern. Die drei US-Amerikaner lagen vorn, ließen dann eine Lücke, in die Jackson stieß und zum Schluss mit Taber um den Sieg kämpfte. Erst die Zielfotografie konnte anschließend darüber entscheiden, wer von beiden gewonnen hatte. Diese Technik wurde in diesem Rennen erstmals bei Olympischen Spielen zur Ermittlung des Siegers zurate gezogen.
Zu diesem Rennen gibt es in den verschiedenen Quellen ab Platz sechs voneinander abweichende Ergebnisse, die z. T. völlig anders aussehen als hier dargestellt. Was tatsächlich stimmt, ist kaum mehr nachvollziehbar. Da es nach der hier gewählten Variante auch Zeitangaben gibt, könnte sie diejenige mit der höchsten Wahrscheinlichkeit auf Korrektheit sein.

### 5000 m

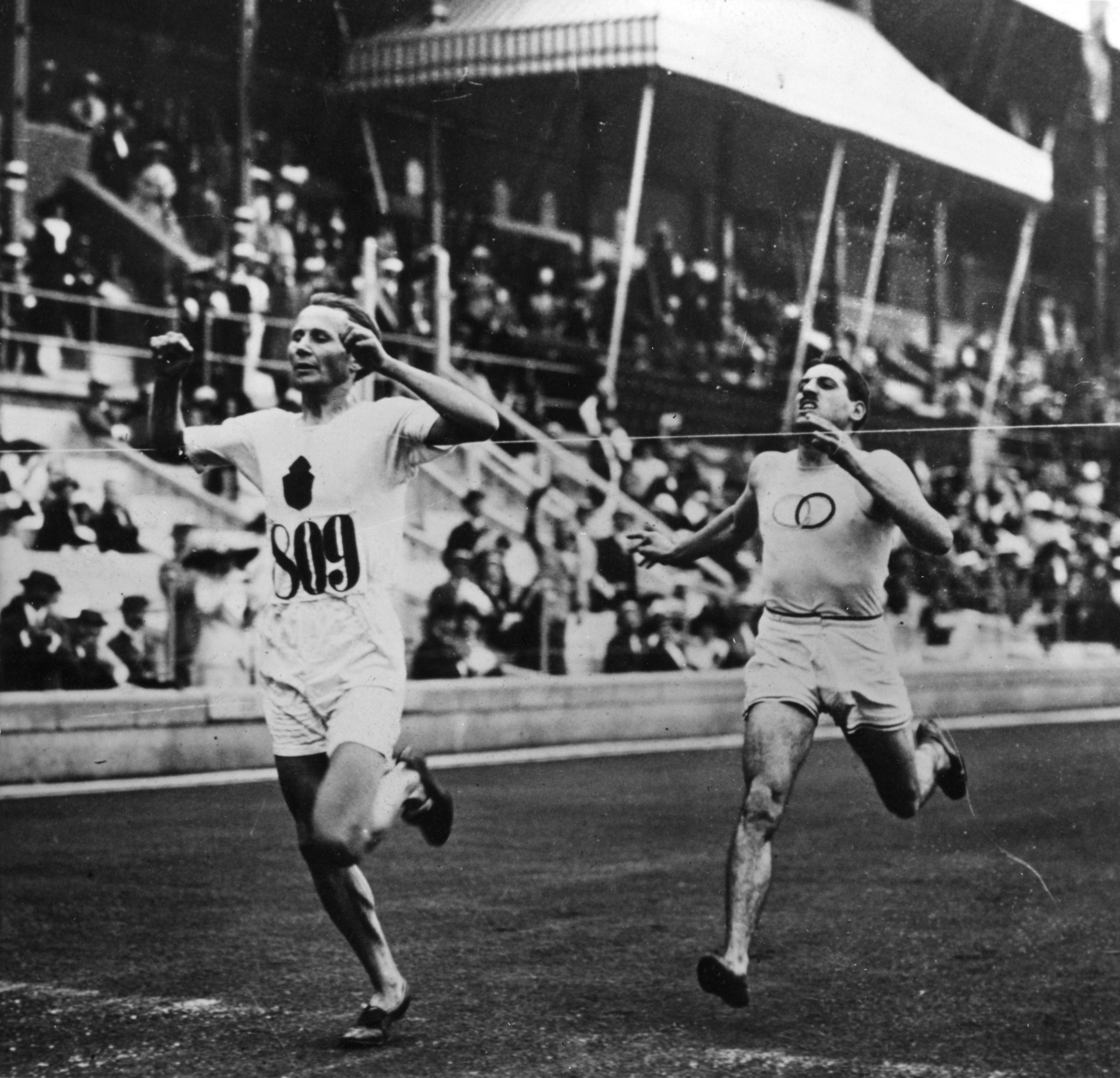
Hannes Kolehmainen nach hartem Kampf im Ziel vor Jean Bouin

| Platz | Athlet             | Land | Zeit (min) |
| ----- | ------------------ | ---- | ---------- |
| 1     | Hannes Kolehmainen | FIN  | 14:36,6 WR |
| 2     | Jean Bouin         | FRA  | 14:36,7000 |
| 3     | George Hutson      | GBR  | 15:07,6000 |
| 4     | George Bonhag      | USA  | 15:09,8000 |
| 5     | Tell Berna         | USA  | 15:10,0000 |
| 6     | Mauritz Carlsson   | SWE  | 15:18,6000 |
| 7     | Louis Scott        | USA  | k. A.000   |
| 8     | Alexander Decoteau | CAN  | k. A.000   |

Finale: 10. Juli
Das Rennen wurde ein Zweikampf zwischen dem Finnen Hannes Kolehmainen und dem Franzosen Jean Bouin. Der Finne sorgte von Anfang an für ein hohes Tempo, nur Bouin konnte ihm folgen und beschleunigte nun seinerseits. Aber er konnte Kolehmainen nicht abschütteln. Mit Beginn der letzten Runde forcierte Bouin noch einmal, aber auf der Gegengeraden übernahm Kolehmainen wieder die Führung. Erst auf den letzten zwanzig Metern konnte der Finne sich knapp gegen den Franzosen durchsetzen. Beide Läufer blieben dabei um fast eine halbe Minute unter dem bis dahin bestehenden Weltrekord.

### 10.000 m
| Platz | Athlet             | Land | Zeit (min) |
| ----- | ------------------ | ---- | ---------- |
| 1     | Hannes Kolehmainen | FIN  | 31:20,8 OR |
| 2     | Lewis Tewanima     | USA  | 32:06,6000 |
| 3     | Albin Stenroos     | FIN  | 32:21,8000 |
| 4     | Joe Keeper         | CAN  | 32:36,2000 |
| 5     | Alfonso Orlando    | ITA  | 33:31,2000 |

Finale: 8. Juli
Da der Franzose Jean Bouin, zwei Tage später Olympiazweiter über 5000 Meter, auf die 10.000 Meter verzichtete, gab es für Hannes Kolehmainen keine ernsthaften Gegner und er gewann das Rennen mit über 45 Sekunden Vorsprung. Offiziell wurde seine Zeit zunächst sogar als Weltrekord gewertet. Allerdings war Jean Bouin bereits im November 1911 mit 30:58,8 min als Erster überhaupt schneller als 31 Minuten gelaufen. Erst im Jahr 1926 wurde diese Zeit des Franzosen nachträglich als Weltrekord anerkannt.
Sechs der elf zum Finale angetretenen Läufer erreichten nicht das Ziel, vier eigentlich qualifizierte Sportler traten nach den Vorläufen gar nicht erst zum Finale an.

### Marathon
| Platz | Athlet              | Land | Zeit (h)  |
| ----- | ------------------- | ---- | --------- |
| 1     | Ken McArthur        | RSA  | 2:36:54,8 |
| 2     | Christopher Gitsham | RSA  | 2:37:52,0 |
| 3     | Gaston Strobino     | USA  | 2:38:42,4 |
| 4     | Andrew Sockalexis   | USA  | 2:42:07,9 |
| 5     | James Duffy         | CAN  | 2:42:18,8 |
| 6     | Sigfrid Jacobsson   | SWE  | 2:43:24,9 |
| 7     | John Gallagher      | USA  | 2:44:19,4 |
| 8     | Joseph Erxleben     | USA  | 2:45:47,4 |

Datum: 14. Juli

Streckenlänge: 40,2 Kilometer

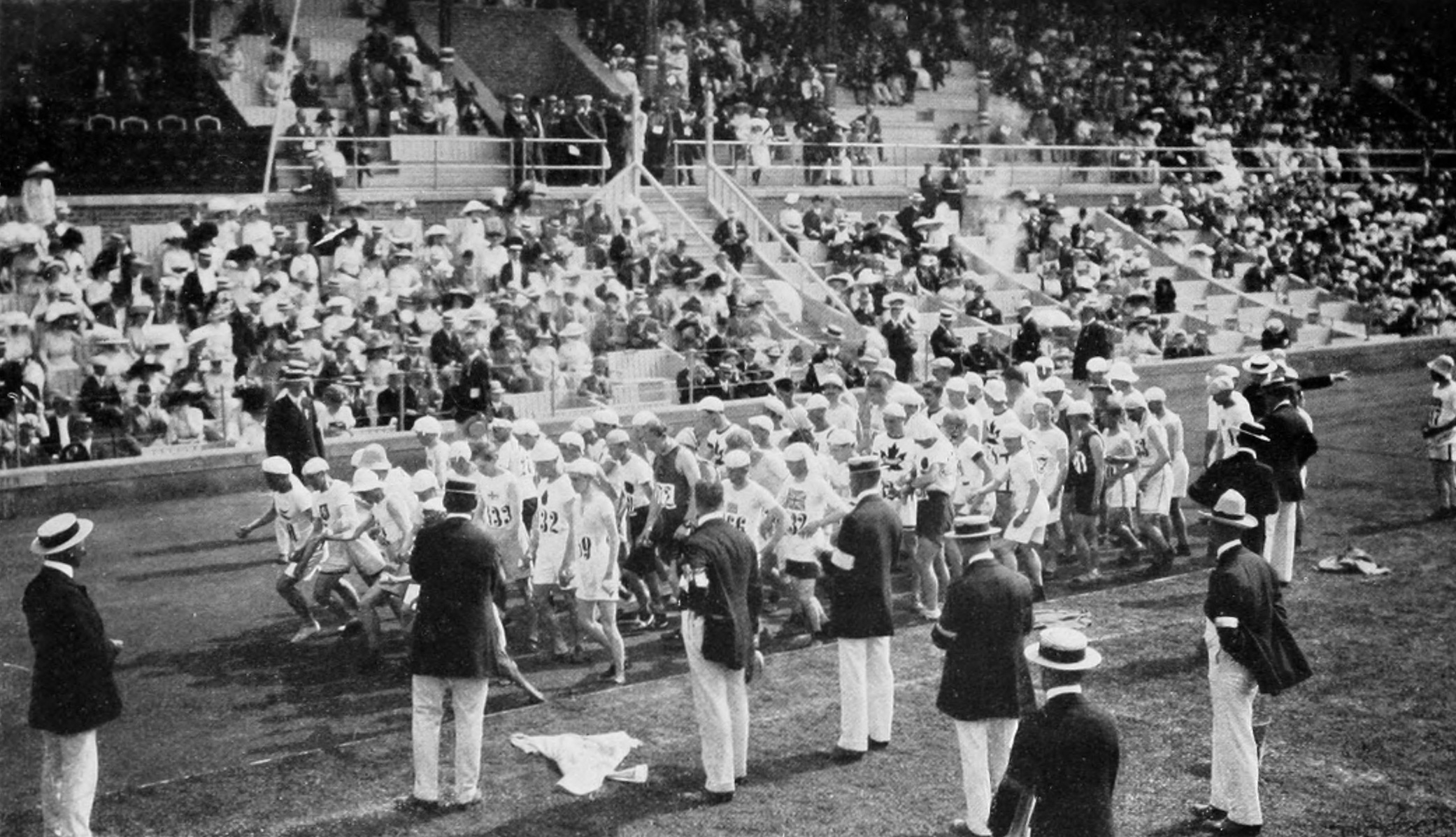
Start des Marathonlaufs

Zum ersten Mal bei Olympischen Spielen wurde der Marathonlauf mit einem Wendepunkt gelaufen. Start und Ziel befanden sich im Stadion. Am Wendepunkt führte Christopher Gitsham vor Tatu Kolehmainen, der später aufgeben musste. Schon auf Platz drei befand sich Kenneth McArthur, der nun immer mehr Boden gutmachte und an Gitsham vorbeizog, als dieser kurz stehen blieb, um ein Glas Wasser zu trinken. Diese Reihenfolge änderte sich bis ins Ziel nicht mehr.
Bei diesem Rennen gab es ein großes Drama. Der Portugiese Francisco Lázaro war der erste Sportler, der durch die Folgen der Ausübung seines Wettkampfes während der Olympischen Spiele der Neuzeit verstarb. Zum Schutz vor der Sonne hatte er sich mit Wachs eingerieben und konnte dadurch nicht mehr schwitzen. Durch den völlig gestörten Elektrolythaushalt und die Erhitzung brach er erschöpft zusammen. Auch die Behandlung in einer Klinik konnte seinen Tod am darauffolgenden Tag nicht verhindern.

### 110 m Hürden
| Platz | Athlet         | Land | Zeit (s) |
| ----- | -------------- | ---- | -------- |
| 1     | Fred Kelly     | USA  | 15,1     |
| 2     | James Wendell  | USA  | 15,2     |
| 3     | Martin Hawkins | USA  | 15,3     |
| 4     | John Case      | USA  | 15,3     |
| 5     | Kenneth Powell | GBR  | 15,5     |
| DNF   | John Nicholson | USA  |          |

Finale: 12. Juli

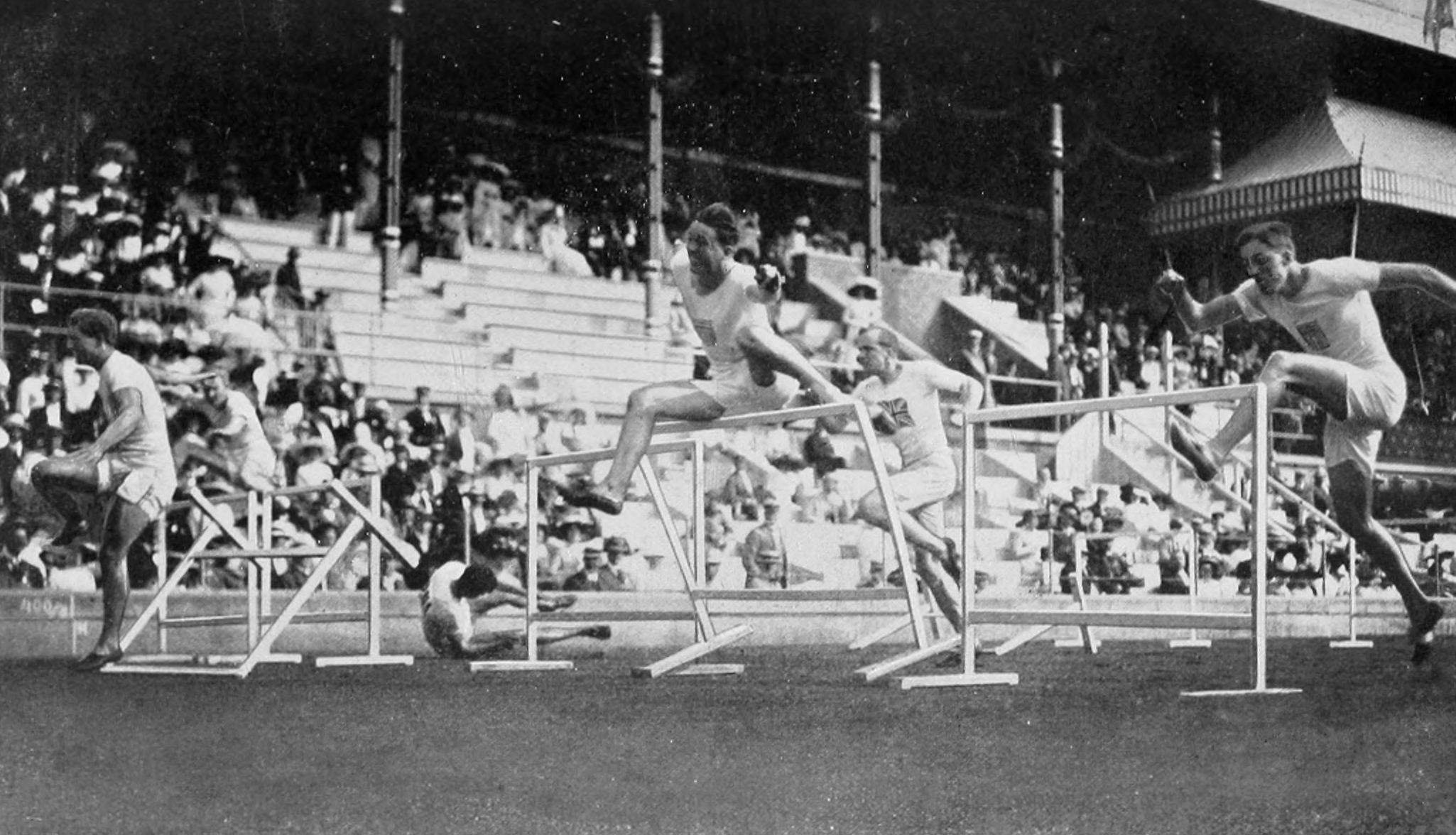
Der 110-Meter-Hürdenlauf mit dem führenden Fred Kelly

Über 110 Meter Hürden wurden elf Vorläufe durchgeführt, bei denen lediglich zwei Teilnehmer ausschieden – es bleibt ein Rätsel, was die Veranstalter sich dabei gedacht hatten.
Für das Finale qualifizierten sich fünf US-Amerikaner und ein Brite. Die beiden US-Läufer John Nicholson und James Wendell lagen bei Streckenhälfte knapp vorn, als Nicholson mit einer Hürde kollidierte und seinen Rhythmus komplett verlor. Fred Kelly überholte dann auch Wendell und wurde Olympiasieger. Seine Zeit lag eine Zehntelsekunde über dem Welt- und Olympiarekord seines Vorgängers Forrest Smithson.

Die Dominanz der US-Athleten bei Olympischen Spielen wurde hier eindrucksvoll fortgesetzt. Es war ihr dritter Dreifacherfolg in Serie. Alle Olympiasieger waren bis dahin US-Amerikaner und sie hatten dreizehn der vierzehn vergebenen Medaillen gewonnen.

### 4 × 100 m Staffel

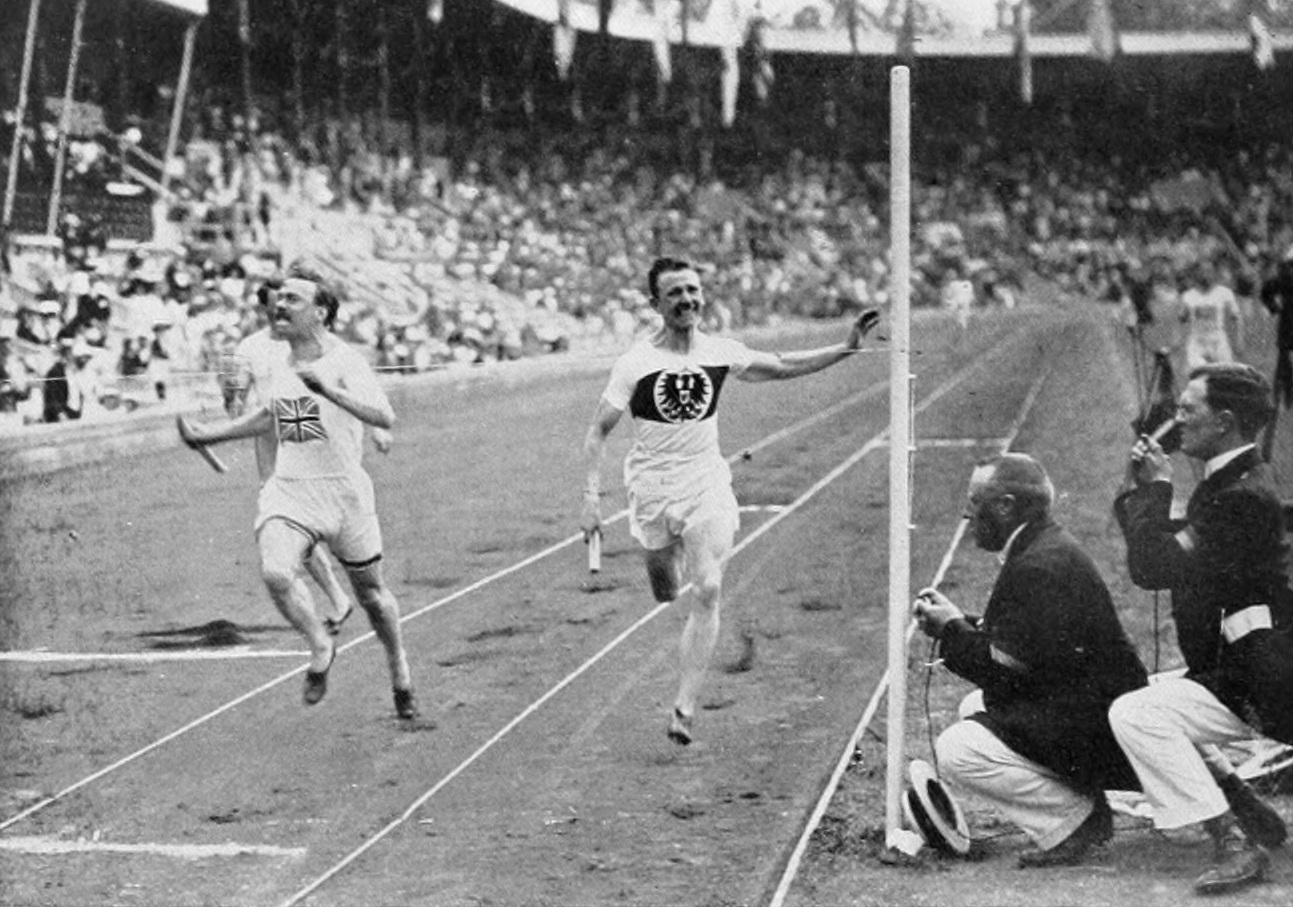
Der deutsche Schlussläufer Richard Rau (rechts) lief hinter Victor d'Arcy ins Ziel, die deutsche Stafette wurde jedoch später disqualifiziert.

| Platz | Land            | Athleten                                                                                             | Zeit (s) |
| ----- | --------------- | --- | -------- |
| 1     | Großbritannien  | David Jacobs Henry Macintosh Victor d’Arcy Willie Applegarth                                         | 42,4     |
| 2     | Schweden        | Ivan Möller Charles Luther Ture Person Knut Lindberg                                                 | 42,6     |
| DSQ   | Deutsches Reich | Otto Röhr (Halbfinale/Finale) Max Herrmann Erwin Kern Richard Rau im Vorlauf außerdem: Karl von Halt |          |

Finale: 9. Juli
Die deutsche Stafette stellte im Halbfinale mit 42,3 s einen neuen Weltrekord auf, scheiterte aber im Finale an einem Wechselfehler, nachdem der deutsche Schlussläufer im Ziel fast gleichauf mit dem britischen eingelaufen war. So wurde eine Bronzemedaille nicht vergeben, denn nur drei Staffeln hatten sich für das Finale qualifiziert. Schweden erhielt die Silbermedaille.
Bzgl. der Disqualifikation gab es nachträglich erhebliche Verwirrung. Fotos aus einer schwedischen Tageszeitung zeigten, dass der fragliche Wechsel eigentlich regulär erfolgt war. So legte die deutsche Mannschaft Protest ein, dem jedoch nicht stattgegeben wurde, da die Entscheidung dreier Kampfrichter als Tatsachenentscheidung zu akzeptieren sei.

### 4 × 400 m Staffel

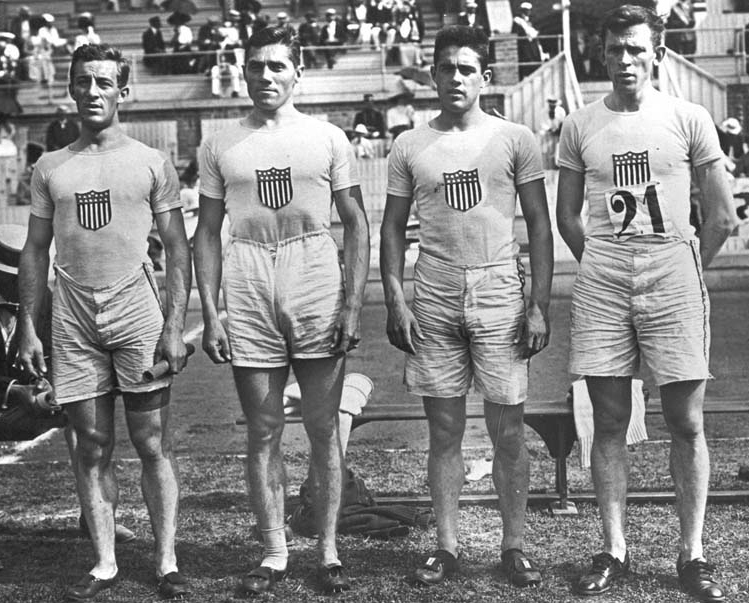
Die siegreiche US-Staffel über 4 ×  400 Meter, v. l. n. r.: Charles Reidpath, Edward Lindberg, James Meredith und Melvin Sheppard

| Platz | Land           | Athleten                                                         | Zeit (min) |
| ----- | -------------- | ---------------------------------------------------------------- | ---------- |
| 1     | USA            | Mel Sheppard Edward Lindberg Ted Meredith Charles Reidpath       | 3:16,6 WR  |
| 2     | Frankreich     | Charles Lelong Robert Schurrer Pierre Failliot Charles Poulenard | 3:20,7000  |
| 3     | Großbritannien | George Nicol Ernest Henley James Soutter Cyril Seedhouse         | 3:23,2000  |

Finale: 15. Juli
Die siegreiche US-Staffel ging schon als haushoher Favorit ins Rennen. Startläufer Melvin Sheppard, dreifacher Olympiasieger von 1908, war Halbfinalist über 400 Meter, die beiden Ersten über 400 Meter Edward Lindberg – zweiter Läufer – und Charles Reidpath – Schlussläufer – waren Teil dieser Staffel und schließlich James Meredith, der Olympiasieger über 800 Meter als dritter Läufer. Mit 3:16,6 min wurde hier auch ein neuer Weltrekord aufgestellt.

### 3000 m Mannschaft
| Platz | Land           | Athleten | Platzziffer |
| ----- | -------------- | --- | ----------- |
| 1     | USA            | Tell Berna (1. – 8:44,6) Norman Taber (3. – 8:45,2) George Bonhag (5. – 8:46,6) nicht gewertet: Abel Kiviat (DNF) Louis Scott (DNF)                   | 09          |
| 2     | Schweden       | Thorild Olsson (2. – 8:44,6) Ernst Wide (4. – 8:46,2) Bror Fock (7. – 8:47,2) nicht gewertet: John Zander (10. – 8:48,9) Nils Frykberg (11. – 8:49,0) | 13          |
| 3     | Großbritannien | Joe Cottrill (6. – 8:46,8) George Hutson (8. – 9:47,2) Cyril Porter (9. – 8:48,0) nicht gewertet: Edward Owen (12. – k. A.) William Moore (DNF)       | 23          |

Finale: 13. Juli

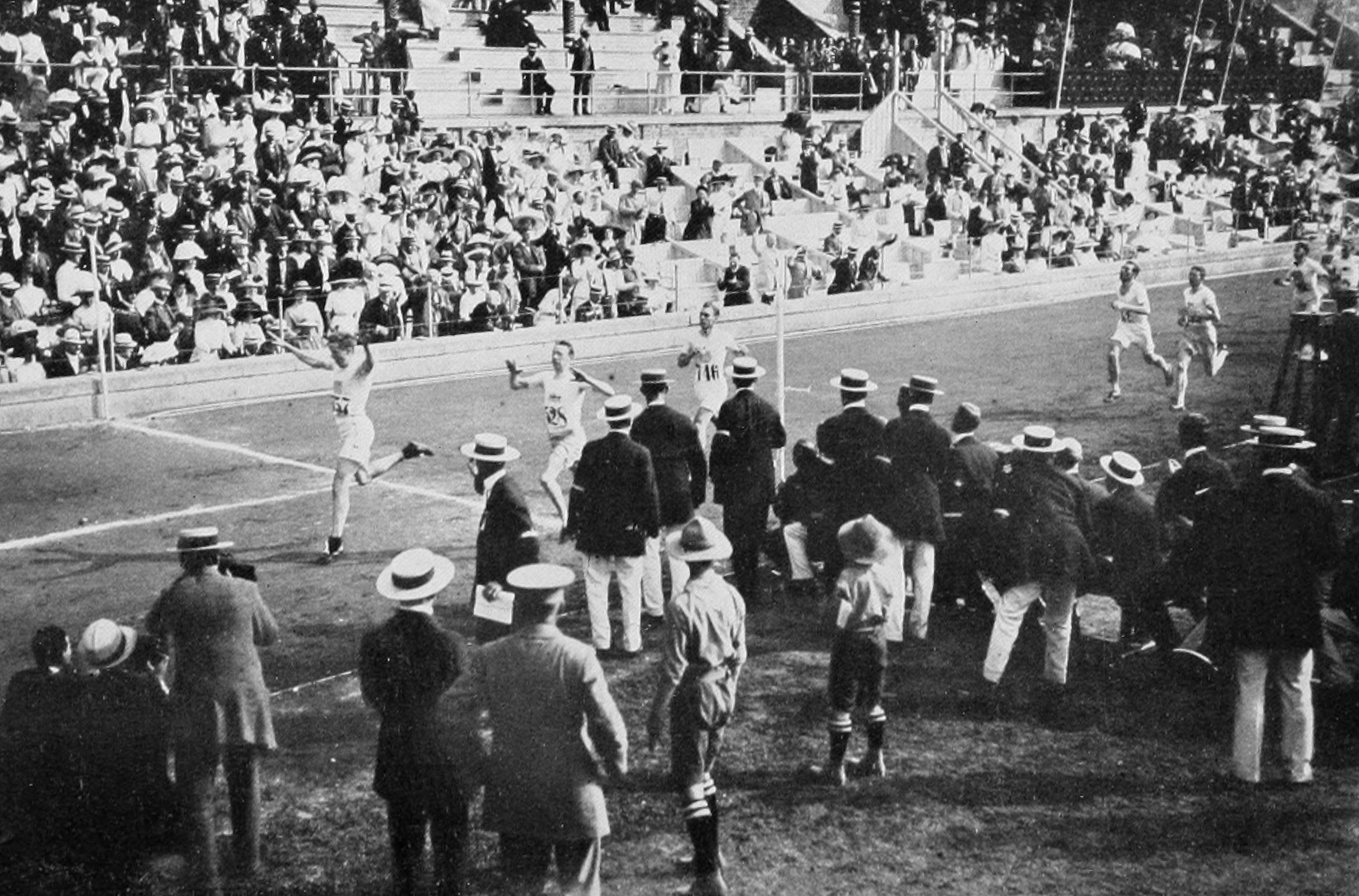
Zieleinlauf im Finale: Tell Berna vor Thorild Olsson und Norman Taber, dahinter Ernst Wide und George Bonhag

Jedes Land konnte mit bis zu fünf Teilnehmern an den Start gehen. Gewertet wurde wie in den Mannschaftsläufen der vorangegangenen Spiele die reine Platzierung der jeweils besten drei eines Landes. Diese Platzierungen wurden addiert, die Reihenfolge ergab sich aus den jeweils niedrigsten Summen.

Mit 8:36,9 min hatte Hannes Kolehmainen im Vorlauf einen neuen 3000-Meter-Weltrekord aufgestellt. Dennoch schieden die Finnen hier gegen die insgesamt stärkeren Läufer der USA aus.

### Querfeldeinlauf
Datum: 8. Juli

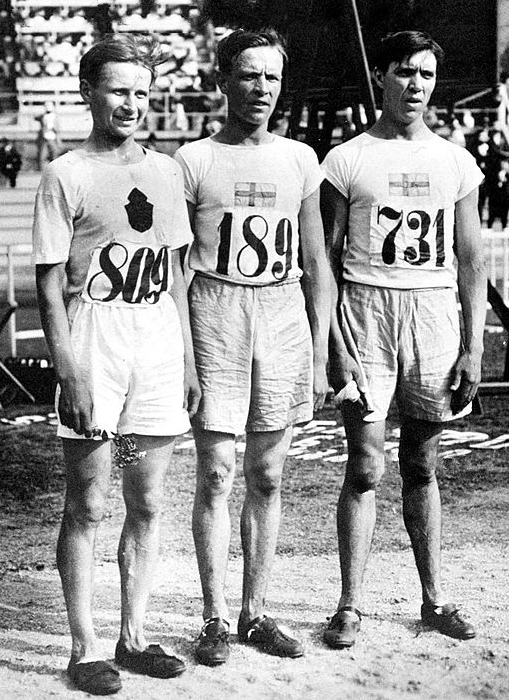
Die Medaillengewinner (v. l. n. r.): Hannes Kolehmainen, Hjalmar Andersson, John Eke

Der Querfeldeinlauf, in den englischsprachigen Ländern und heute auch bei uns als Crosslauf bezeichnet, wurde hier erstmals als olympischer Wettkampf ausgetragen. Es gab eine Einzel- und eine Mannschaftswertung. Die Disziplin stand bis einschließlich 1924 auf dem olympischen Programm und wurde danach gestrichen. Die Länge des Laufes von Stockholm wird in vielen Quellen mit ca. 8000 Metern angegeben. Dies erscheint allerdings aufgrund der erzielten Zeiten nur schwer nachvollziehbar, denn dann müssten die Teilnehmer eher über die Strecke geschlichen als gelaufen sein. Auch der Vergleich mit den Zeiten, die bei den Olympischen Spielen 1920 erzielt wurden, macht deutlich, dass die Strecke hier in Stockholm erheblich länger gewesen sein muss.

#### Einzelwertung
| Platz | Athlet             | Land | Zeit (min) |
| ----- | ------------------ | ---- | ---------- |
| 1     | Hannes Kolehmainen | FIN  | 45:11,6    |
| 2     | Hjalmar Andersson  | SWE  | 45:44,8    |
| 3     | John Eke           | SWE  | 46:37,6    |
| 4     | Jalmari Eskola     | FIN  | 46:54,8    |
| 5     | Josef Ternström    | SWE  | 47:07,1    |
| 6     | Albin Stenroos     | FIN  | 47:23,4    |
| 7     | Ville Kyrönen      | FIN  | 47:32,0    |
| 8     | Leonard Richardson | RSA  | 47:33,5    |

Zunächst gab es wie über 5000 Meter den Zweikampf zwischen Hannes Kolehmainen und Jean Bouin. Der Franzose verlor dann etwas überraschend schon auf der Strecke den Kontakt, obwohl er eigentlich als Spezialist für solche Rennen galt. U. a. hatte er den Cross der Nationen 1911 und 1912 gewonnen. Anschließend gab Bouin auf und Kolehmainen gewann mit mehr als einer halben Minute Vorsprung seine dritte Goldmedaille bei diesen Spielen.

#### Mannschaftswertung
| Platz | Land           | Athleten                                                                                          | Platzziffer |
| ----- | -------------- | ------------------------------------------------------------------------------------------------- | ----------- |
| 1     | Schweden       | Hjalmar Andersson (2. – 45:44,8) John Eke (3. – 46:37,6) Josef Ternström (5. – 47:07,1)           | 10          |
| 2     | Finnland       | Hannes Kolehmainen (1. – 45:11,6) Jalmari Eskola (4. – 46:54,8) Albin Stenroos (6. – 47:23,4)     | 11          |
| 3     | Großbritannien | Frederick Hibbins (15. – 49:18,2) Ernest Glover (16. 49:53,7) Thomas Humphreys (18. – 50:28,0)    | 49          |
| 4     | Norwegen       | Olaf Hovdenak (19. – 50:40,8) Parelius Finnerud (20. – 51:16,2) Johannes Andersen (22. – 51:47,4) | 61          |
| 5     | Dänemark       | Lauritz Christiansen (14. – 49:06,4) Viggo Pedersen (23. – 53:00,8) Gerhard Topp (26. – 54:24,9)  | 63          |

Fünf von sechs Mannschaften kamen in die Wertung, die sich wie beim 3000-Meter-Mannschaftslauf alleine aus der Platzziffer ergab.

### 10.000 m Gehen
| Platz | Athlet            | Land | Zeit (min) |
| ----- | ----------------- | ---- | ---------- |
| 1     | George Goulding   | CAN  | 46:28,4 WR |
| 2     | Ernest Webb       | GBR  | 46:50,4000 |
| 3     | Fernando Altimani | ITA  | 47:37,6000 |
| 4     | Aage Rasmussen    | DEN  | 48:00,0000 |
| DNF   | Vilhelm Gylche    | DEN  |            |
| DNF   | Frederick Kaiser  | USA  |            |
| DNF   | William Palmer    | GBR  |            |
| DSQ   | Thomas Dumbill    | GBR  |            |
| DSQ   | Arthur St. Norman | RSA  |            |
| DSQ   | William Yates     | GBR  |            |

Finale: 8. Juli

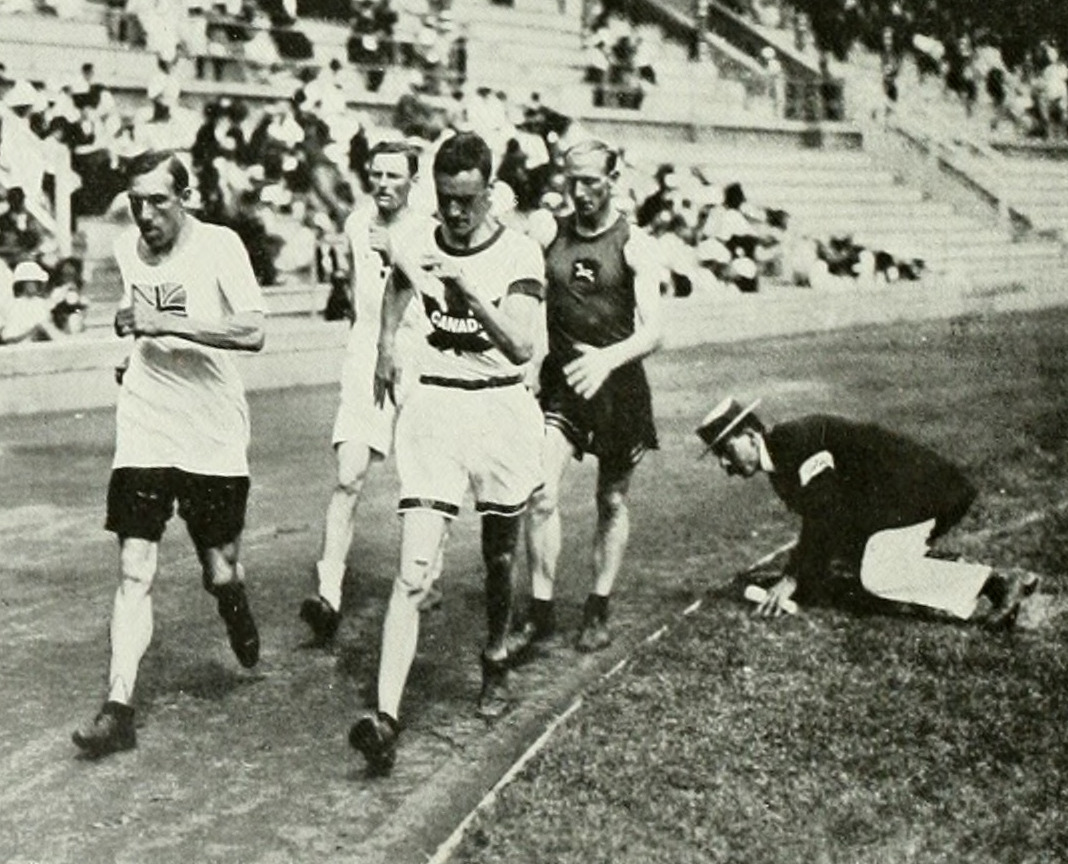
So genau kontrollierten die Kampfrichter die Geher, hier George Golding (rechts vorne) und Ernest Webb in Führung vor Fernando Altimani (rechts) und Aage Rasmussen

Ernest Webb – 1908 in London jeweils Silber bei den beiden damaligen Gehwettbewerben – musste sich wieder mit Platz zwei abfinden. Sieger wurde der Kanadier George Goulding – 1908 Vierter im 3500-Meter-Gehen und damals zudem noch 22. beim Marathonlauf.
Von den zehn angetretenen Finalteilnehmern erreichten nur vier das Ziel. Drei Geher gaben auf und drei weitere wurden unter den Argusaugen der Kampfrichter wegen unreinen Gehstils disqualifiziert.

### Hochsprung

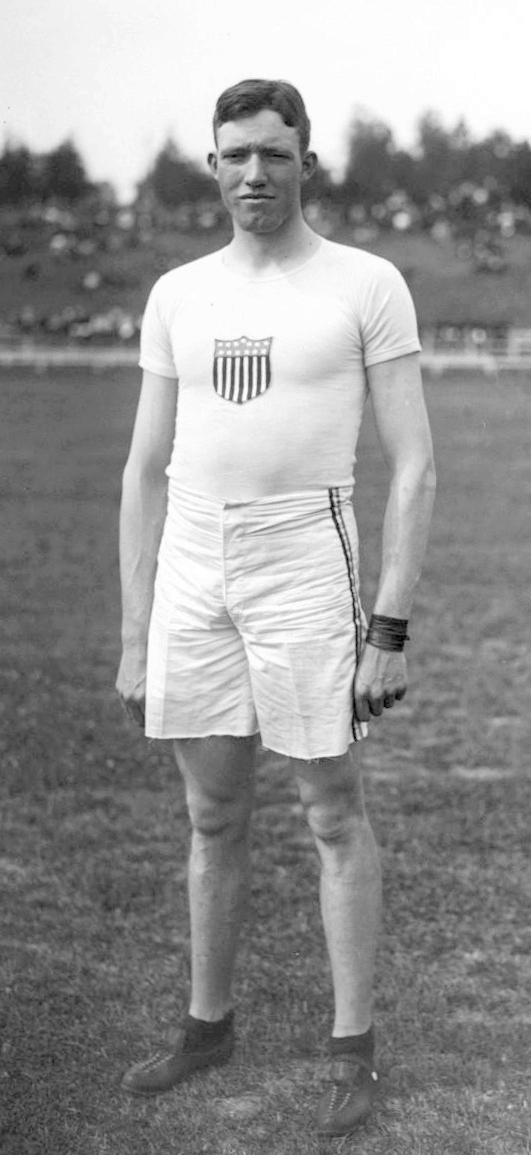
Olympiasieger Alma Richards

| Platz | Athlet                 | Land | Höhe (m) |
| ----- | ---------------------- | ---- | -------- |
| 1     | Alma Richards          | USA  | 1,93 OR  |
| 2     | Hans Liesche           | GER  | 1,91000  |
| 3     | George Horine          | USA  | 1,89000  |
| 4     | Egon Erickson          | USA  | 1,87000  |
| 4     | Jim Thorpe             | USA  | 1,87000  |
| 6     | Harry Grumpelt         | USA  | 1,85000  |
| 6     | John Johnstone         | USA  | 1,85000  |
| 8     | Karl-Axel Kullerstrand | SWE  | 1,83000  |

Finale: 8. Juli
Eigentlicher Favorit in diesem Wettbewerb war George Horine, der im Mai als erster Springer überhaupt die 2-Meter-Marke überwunden hatte und so als Weltrekordler hier antrat. Er hatte einen eigenen Sprungstil, lief im Gegensatz zu allen anderen nicht von vorne, sondern von der linken Seite an und ringelte sich dann im sog. Western Roll über die Latte, während ansonsten der "Schersprung" üblich war. Aber Horine kam nicht über 1,89 m hinaus, womit er die Bronzemedaille gewann. Vorne gab es einen Zweikampf zwischen dem Deutschen Hans Liesche und dem US-Amerikaner Alma Richards. Liesche hatte im zweiten Versuch 1,91 m überquert, was Richards erst im dritten Anlauf gelang. Aber der US-Amerikaner meisterte 1,93 m, an denen Liesche dreimal scheiterte, und war Olympiasieger.

### Stabhochsprung
| Platz | Athlet           | Land | Höhe (m) |
| ----- | ---------------- | ---- | -------- |
| 1     | Harry Babcock    | USA  | 3,95 OR  |
| 2     | Frank Nelson     | USA  | 3,85000  |
| 2     | Marc Wright      | USA  | 3,85000  |
| 4     | Bertil Uggla     | SWE  | 3,80000  |
| 4     | William Halpenny | CAN  | 3,80000  |
| 4     | Frank Murphy     | USA  | 3,80000  |
| 7     | Samuel Bellah    | USA  | 3,75000  |
| 8     | Frank Coyle      | USA  | 3,65000  |
| 8     | Gordon Dukes     | USA  | 3,65000  |
| 8     | Bill Fritz       | USA  | 3,65000  |

Finale: 11. Juli

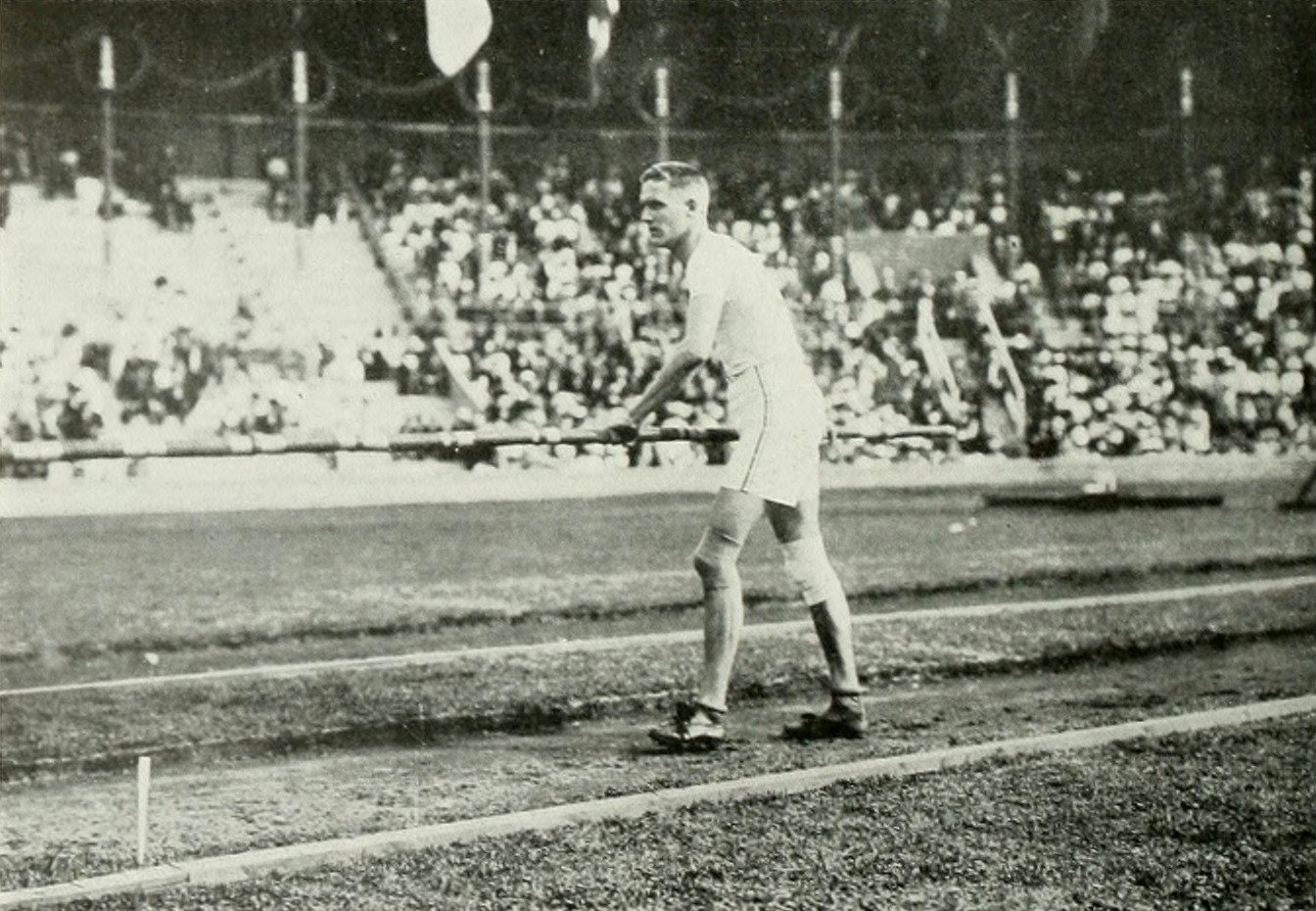
Stabhochsprung-Olympiasieger Harry Babcock

Im Stabhochsprung gab es wie in manch anderer Disziplin auch eine große Dominanz der US-amerikanischen Athleten. Nur drei der elf Finalteilnehmer kamen nicht aus den USA und eigentlich waren bei einem geteilten zweiten Platz die drei Medaillen unter den US-Springern verteilt. Aus unerfindlichen Gründen beschlossen die Organisatoren hier allerdings, an die drei Viertplatzierten jeweils eine Bronzemedaille zu vergeben. Die zahlreichen Gleichrangierungen ergeben sich u. a. daraus, dass es damals noch keine Mehrversuchsregel gab.
Unter den Teilnehmern befand sich der erste Vier-Meter-Springer der Geschichte. Marc Wright hatte im Juni 2012 den Weltrekord auf 4,02 m verbessert. Er gewann hier zusammen mit Frank Nelson die Silbermedaille nach übersprungenen 3,85 m. Gold ging mit 3,95 m an Harry Babcock.
Die qualitative Weiterentwicklung des Stabhochsprungs wird auch daraus deutlich, dass noch der Siebtplatzierte den bisherigen olympischen Rekord von 3,71 m – erzielt in London 1908 – übertraf.

### Weitsprung

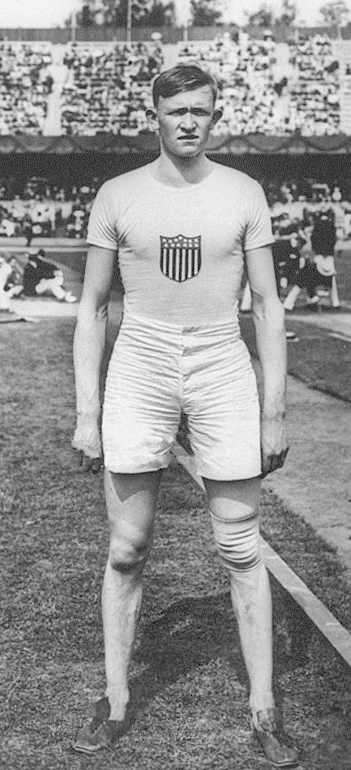
Olympiasieger Albert Gutterson

| Platz | Athlet            | Land | Weite (m) |
| ----- | ----------------- | ---- | --------- |
| 1     | Albert Gutterson  | USA  | 7,60 OR   |
| 2     | Calvin Bricker    | CAN  | 7,21000   |
| 3     | Georg Åberg       | SWE  | 7,18000   |
| 4     | Harry Worthington | USA  | 7,03000   |
| 5     | Eugene Mercer     | USA  | 6,97000   |
| 6     | Fred Allen        | USA  | 6,94000   |
| 7     | Jim Thorpe        | USA  | 6,89000   |
| 8     | Robert Pasemann   | GER  | 6,82000   |

Finale: 13. Juli
Gesprungen wurde zunächst in drei Gruppen, Vorkämpfe gab es nicht. Die drei Besten hatten anschließend je drei weitere Versuche. Olympiasieger Albert Gutterson gelangen gleich im ersten Durchgang 7,60 m und blieb damit nur einen Zentimeter unter dem Weltrekord des Iren Peter O’Connor, dessen Rekordleistung allerdings erst später anerkannt wurde. Gutterson konnte sich nicht mehr weiter verbessern, hätte aber auch mit seinen beiden nächstbesten Versuchen – 7,48 m und 7,25 m – olympisches Gold gewonnen.

### Dreisprung
| Platz | Athlet          | Land | Weite (m) |
| ----- | --------------- | ---- | --------- |
| 1     | Gustaf Lindblom | SWE  | 14,76     |
| 2     | Georg Åberg     | SWE  | 14,51     |
| 3     | Erik Almlöf     | SWE  | 14,17     |
| 4     | Erling Vinne    | NOR  | 14,14     |
| 5     | Platt Adams     | USA  | 14,09     |
| 6     | Edvard Larsen   | NOR  | 14,06     |
| 7     | Hjalmar Ohlsson | SWE  | 14,01     |
| 8     | Nils Fixdal     | NOR  | 13,96     |

Finale: 15. Juli

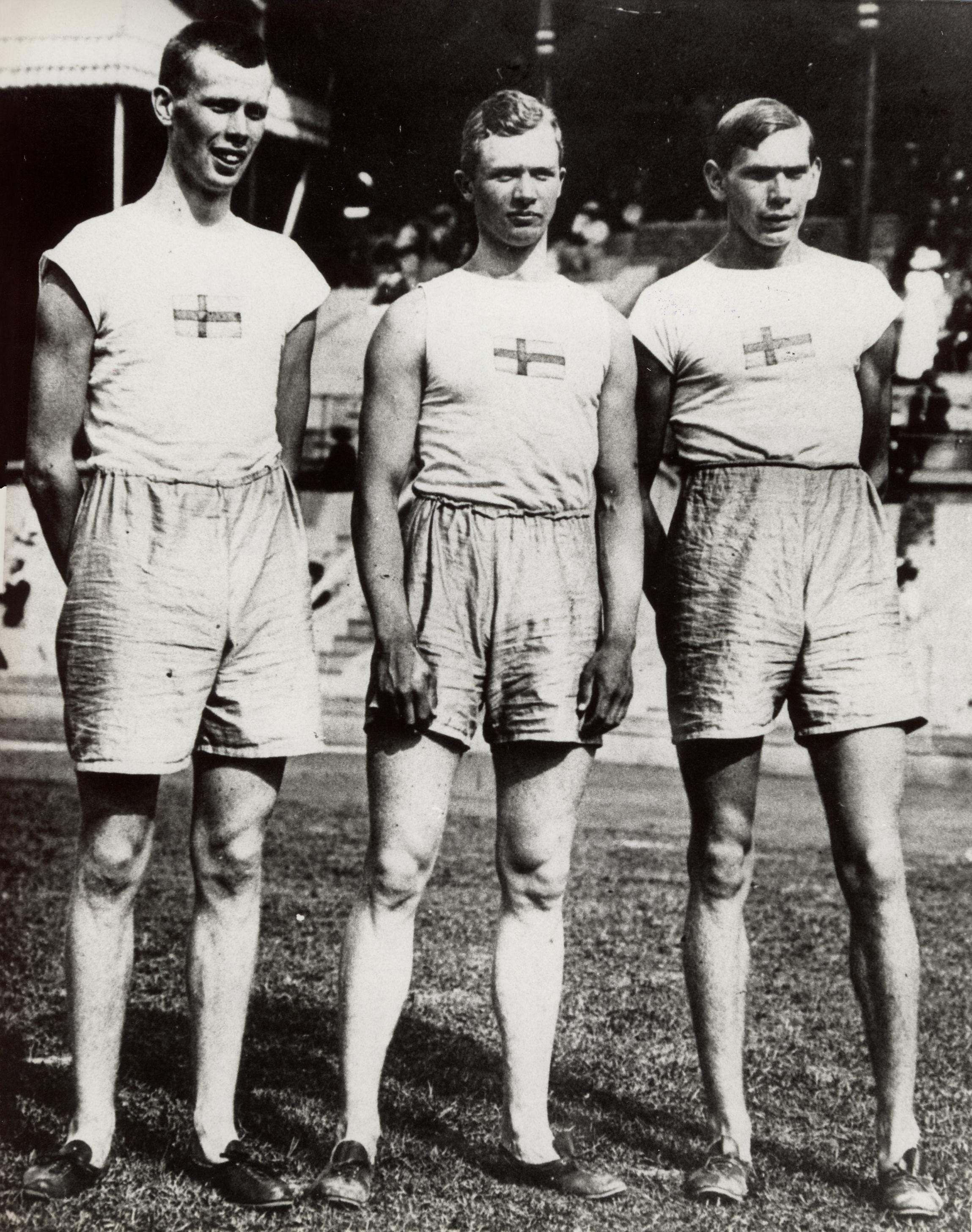
Die Medaillengewinner im Dreisprung (v. l. n. r.): Gustaf Lindblom, Georg Åberg, Erik Almlöf

Dies war die Disziplin der Athleten aus dem Gastgeberland. Die Hälfte der ersten zehn waren Schweden, drei weitere Springer kamen aus Norwegen. Alle drei Medaillen blieben in Schweden. Aber Tim Ahearnes olympischer Rekord von 1908 mit 14,92 m und erst recht Dan Ahearns Weltrekord über 15,52 m – Dan Ahearn und Tim Ahearne waren trotz hier unterschiedlicher Schreibweise Brüder – blieben unangetastet.

### Standhochsprung

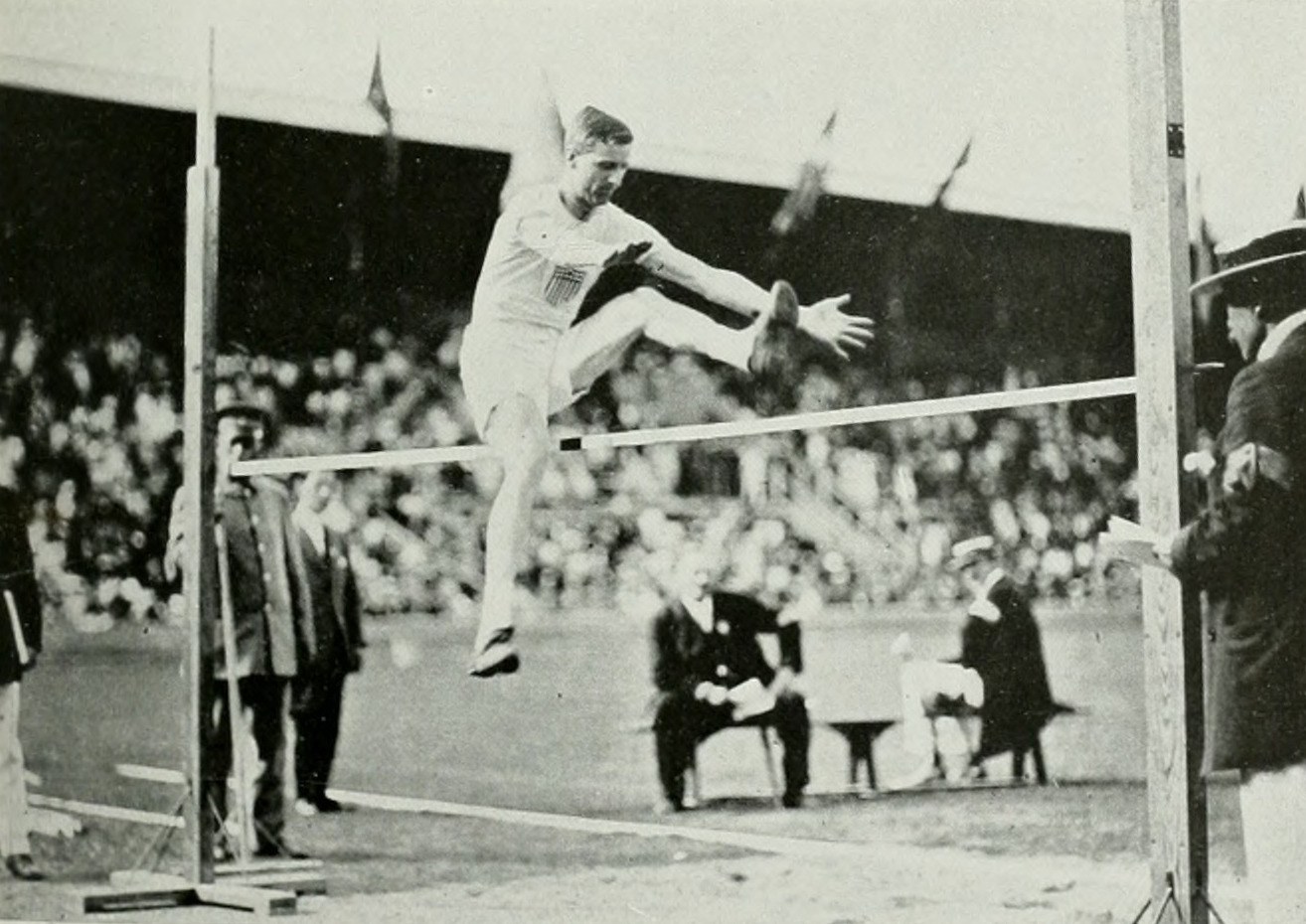
Platt Adams, Sieger im Standhochsprung und Silbermedaillengewinner im Standweitsprung

| Platz | Athlet                   | Land | Höhe (m) |
| ----- | ------------------------ | ---- | -------- |
| 1     | Platt Adams              | USA  | 1,63     |
| 2     | Ben Adams                | USA  | 1,60     |
| 3     | Konstantinos Tsiklitiras | GRE  | 1,55     |
| 4     | Richard Byrd             | USA  | 1,50     |
| 4     | Leo Goehring             | USA  | 1,50     |
| 4     | Edvard Möller            | SWE  | 1,50     |

Finale: 13. Juli
Ray Ewry, der bei den vorangegangenen Spiele die Standsprungwettbewerbe beherrscht hatte, war vom aktiven Leistungssport zurückgetreten. Sein olympischer Rekord wurde hier nicht erreicht. Seine Nachfolger waren die Brüder Platt und Ben Adams, die Gold und Silber gewannen. Konstantinos Tsiklitiras – in London 1908 bereits Zweiter – errang Bronze.
Der Hochsprung aus dem Stand wurde letztmals ausgetragen.

### Standweitsprung

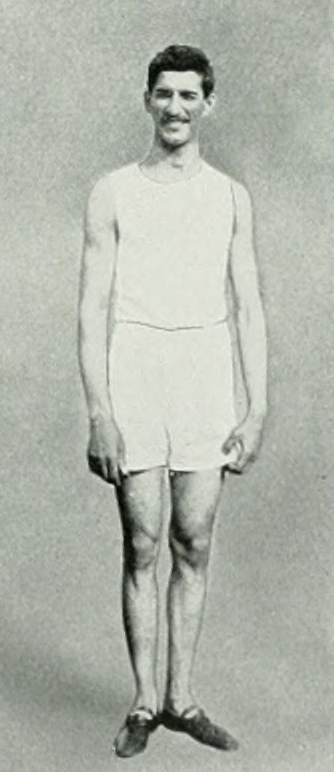
Olympiasieger Konstantinos Tsiklitiras

| Platz | Athlet                   | Land | Weite (m) |
| ----- | ------------------------ | ---- | --------- |
| 1     | Konstantinos Tsiklitiras | GRE  | 3,37      |
| 2     | Platt Adams              | USA  | 3,36      |
| 3     | Ben Adams                | USA  | 3,28      |
| 4     | Gustaf Malmsten          | SWE  | 3,20      |
| 5     | Leo Goehring             | USA  | 3,14      |
| 6     | Edvard Möller            | SWE  | 3,14      |
| 7     | András Baronyi           | HUN  | 3,13      |
| 8     | Richard Byrd             | USA  | 3,12      |

8. Juli
Ray Ewry, der bei den vorangegangenen Spiele die Standsprungwettbewerbe beherrscht hatte, war vom aktiven Leistungssport zurückgetreten. Sein olympischer Rekord wurde hier nicht erreicht. Wie im Standhochsprung gewannen die Brüder Platt und Ben Adams jeweils eine Medaille, für Platt wurde es Silber, für Ben Bronze. Konstantinos Tsiklitiras – in London 1908 bereits Zweiter – errang hier die Goldmedaille.
Der Weitsprung aus dem Stand wurde letztmals ausgetragen.

### Kugelstoßen
- Die Kugelstoßmedaillengewinner (v. l. n. r. ) Pat McDonald (Gold, beidarmig: Silber), Lawrence Whitney (Bronze, beidarmig: Vierter) und Ralph Rose (Silber, beidarmig: Gold)

| Platz | Athlet           | Land | Weite (m) |
| ----- | ---------------- | ---- | --------- |
| 1     | Pat McDonald     | USA  | 15,34 OR  |
| 2     | Ralph Rose       | USA  | 15,25000  |
| 3     | Lawrence Whitney | USA  | 13,93000  |
| 4     | Elmer Niklander  | FIN  | 13,65000  |
| 5     | George Philbrook | USA  | 13,13000  |
| 6     | Imre Mudin       | HUN  | 12,81000  |
| 7     | Einar Nilsson    | SWE  | 12,62000  |
| 8     | Patrick Quinn    | GBR  | 12,53000  |

Finale: 10. Juli

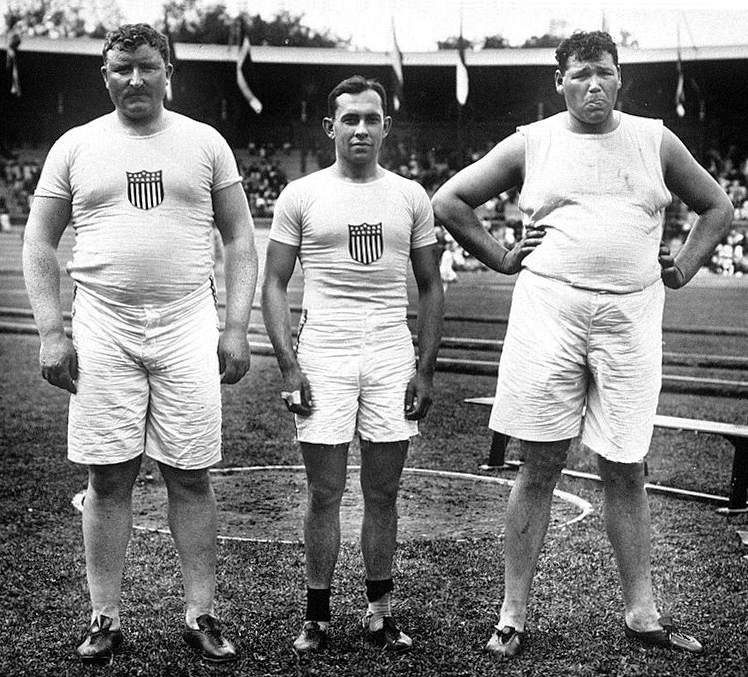
Die Kugelstoßmedaillengewinner (v. l. n. r.) Pat McDonald (Gold, beidarmig: Silber), Lawrence Whitney (Bronze, beidarmig: Vierter) und Ralph Rose (Silber, beidarmig: Gold)

Im Kugelstoßen gab es eine Zwei-Klassen-Gesellschaft, vorne die beiden US-Amerikaner Pat McDonald und Ralph Rose, dahinter der Rest des Feldes. Bis zum dritten Durchgang führte der Olympiasieger von 1908 Rose mit zunächst 14,98 m und dann 15,25 m. Rose hielt mit 15,54 m auch den Weltrekord. Doch mit seinem vierten Versuch übertraf ihn McDonald, dem hier 15,34 m gelangen. Pat McDonald blieb dem aktiven Sport noch über mehr als zwei Jahrzehnte treu, seine letzte amerikanische Meisterschaft gewann er 1933 im Gewichtwurf im Alter von 46 Jahren.

### Kugelstoßen beidarmig
| Platz | Athlet           | Land | Teilweiten (m) | Endweite (m) |
| ----- | ---------------- | ---- | -------------- | ------------ |
| 1     | Ralph Rose       | USA  | 15,23 / 12,47  | 27,70 OR     |
| 2     | Pat McDonald     | USA  | 15,08 / 12,45  | 27,53000     |
| 3     | Elmer Niklander  | FIN  | 14,71 / 12,43  | 27,14000     |
| 4     | Lawrence Whitney | USA  | 13,48 / 10,61  | 24,09000     |
| 5     | Einar Nilsson    | SWE  | 12,52 / 10,85  | 23,37000     |
| 6     | Paavo Aho        | FIN  | 12,72 / 10,58  | 23,30000     |
| 7     | Mığır Mığıryan   | TUR  | 10,85 /008,93  | 19,78000     |

11. Juli
Wie beim beidarmigen Diskus- und Speerwurf hatten die Teilnehmer je drei Versuche mit der linken und der rechten Hand. Das Endresultat der Vorrunde errechnete sich durch Addition der jeweils besten Weiten. Die besten drei Stoßer absolvierten danach weitere drei Versuche pro Hand zur Ermittlung der Medaillenränge, wobei die Ergebnisse der Vorrunde berücksichtigt wurden.
Im beidarmigen Stoßen steigerte sich der Finne Elmer Niklander deutlich. Aber auch hier dominierten die beiden US-Amerikaner Pat McDonald und Ralph Rose – nun allerdings in umgekehrter Reihenfolge: Rose siegte vor McDonald.
Der Wettbewerb war nur ein einziges Mal Teil des olympischen Programms.

### Diskuswurf

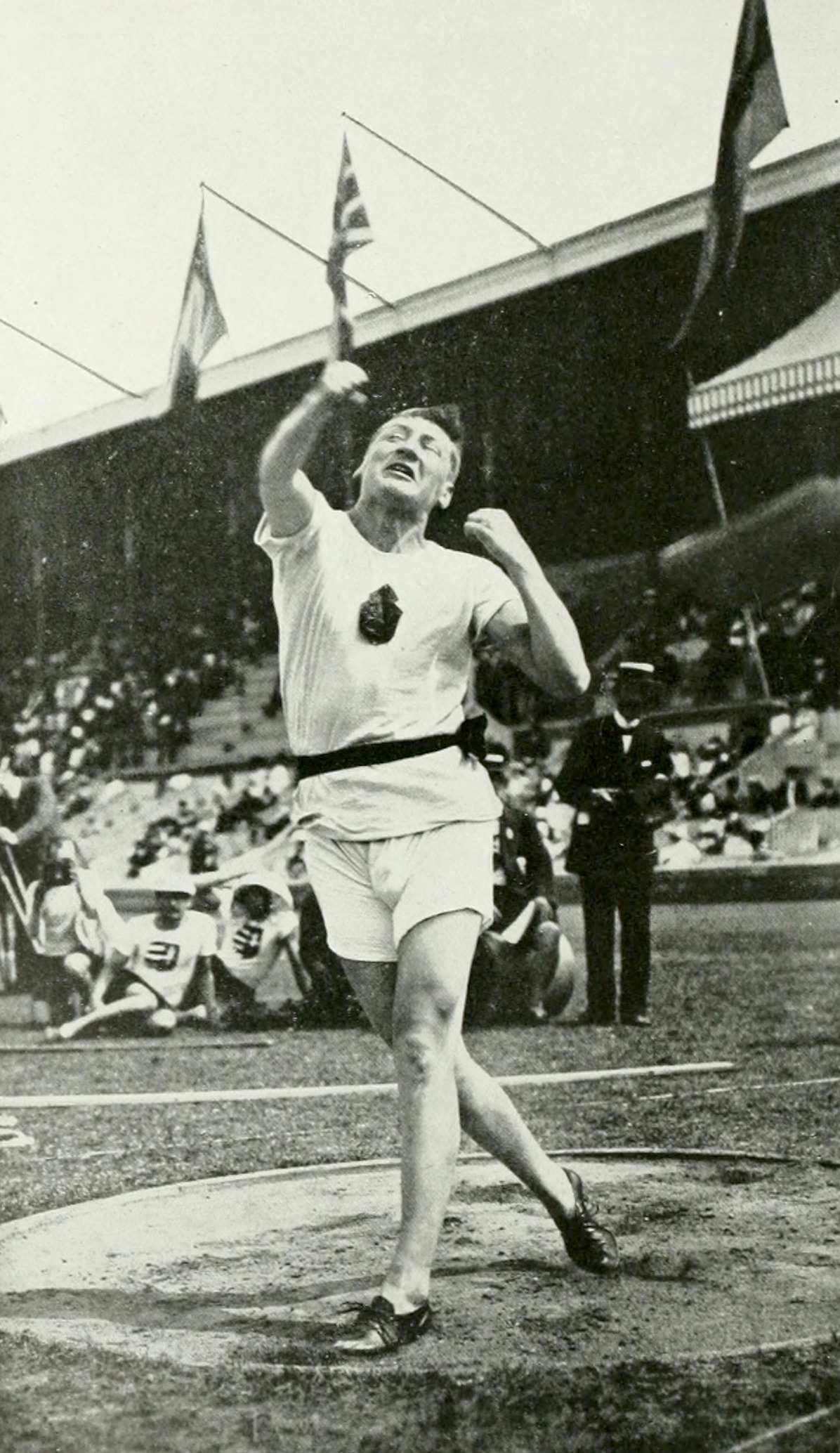
Der zweifache Olympiasieger Armas Taipale, beidarmig ebenfalls Gold

| Platz | Athlet           | Land | Weite (m) |
| ----- | ---------------- | ---- | --------- |
| 1     | Armas Taipale    | FIN  | 45,21 OR  |
| 2     | Richard Byrd     | USA  | 42,32000  |
| 3     | James Duncan     | USA  | 42,28000  |
| 4     | Elmer Niklander  | FIN  | 42,09000  |
| 5     | Hans Tronner     | AUT  | 41,24000  |
| 6     | Arlie Mucks      | USA  | 40,93000  |
| 7     | George Philbrook | USA  | 40,92000  |
| 8     | Emil Magnusson   | SWE  | 39,91000  |

Finale: 12. Juli
Armas Taipale trat hier mit einer neuen Wurftechnik auf. Als erster setzte er Beine und Hüfte bei Drehung und Abwurf intensiv mit ein und lag mit seiner Weite deutlich vor seinen Konkurrenten. James Duncan, Weltrekordler mit 47,58 m, musste sich mit der Bronzemedaille zufriedengeben. Richard Byrd übertraf ihn um vier Zentimeter.

### Diskuswurf beidarmig
| Platz | Athlet          | Land | Teilweiten (m) | Endweite (m) |
| ----- | --------------- | ---- | -------------- | ------------ |
| 1     | Armas Taipale   | FIN  | 44,68 / 38,18  | 82,86 OR     |
| 2     | Elmer Niklander | FIN  | 44,68 / 38,18  | 77,96000     |
| 3     | Emil Magnusson  | SWE  | 40,58 / 36,79  | 77,37000     |
| 4     | Einar Nilsson   | SWE  | 40,99 / 30,51  | 71,40000     |
| 5     | James Duncan    | USA  | 39,78 / 31,35  | 71,13000     |
| 6     | Emil Muller     | USA  | 39,93 / 29,73  | 69,56000     |
| 7     | Folke Fleetwood | SWE  | 36,95 / 31,27  | 68,22000     |
| 8     | Carl Johan Lind | SWE  | 34,20 / 33,82  | 68,02000     |

13. Juli
Wie beim beidarmigen Kugelstoßen und Speerwurf hatten die Teilnehmer je drei Versuche mit dem linken und dem rechten Arm. Das Endresultat der Vorrunde errechnete sich durch Addition der jeweils besten Weiten. Die besten drei Werfer absolvierten danach weitere drei Versuche pro Arm zur Ermittlung der Medaillenränge, wobei die Ergebnisse der Vorrunde berücksichtigt wurden.
Auch in diesem Wettbewerb beherrschte der Finne Armas Taipale die Konkurrenz und erzielte mit beiden Armen die jeweils beste Weite. Hier gab es sogar einen finnischen Doppelsieg, Elmer Niklander, der Vierte des beidarmigen Diskuswurfs, gewann Silber und da der Schwede Emil Magnusson Dritter wurde, gingen die US-Sportler hier einmal ohne Medaillen aus dem Ring.
Der Wettbewerb war nur ein einziges Mal Teil des olympischen Programms.

### Hammerwurf
| Platz | Athlet          | Land | Weite (m) |
| ----- | --------------- | ---- | --------- |
| 1     | Matt McGrath    | USA  | 54,74 OR  |
| 2     | Duncan Gillis   | CAN  | 48,39000  |
| 3     | Clarence Childs | USA  | 48,17000  |
| 4     | Robert Olsson   | SWE  | 46,50000  |
| 5     | Carl Johan Lind | SWE  | 45,61000  |
| 6     | Denis Carey     | GBR  | 43,78000  |
| 7     | Nils Linde      | SWE  | 43,32000  |
| 8     | Carl Jahnzon    | SWE  | 42,58000  |
| 8     | Ralph Rose      | USA  | 42,58000  |

Finale: 14. Juli

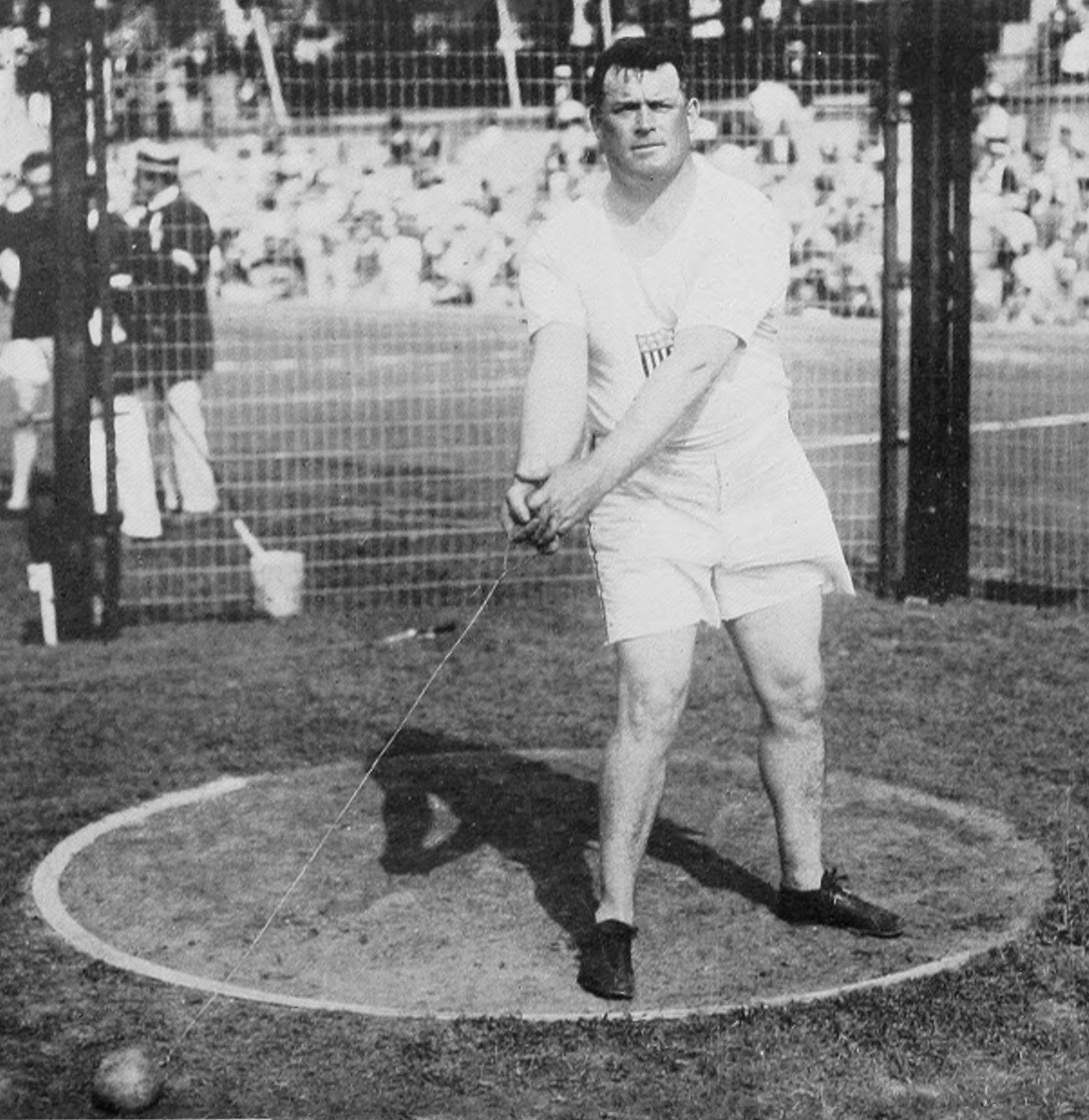
Olympiasieger Matt McGrath

Überragender Werfer dieser Konkurrenz war der Olympiazweite von 1908 Matthew McGrath. Mit olympischem Rekord und mehr als sechs Metern Vorsprung vor seinen Gegnern gewann er die Goldmedaille im für einen Leistungssportler schon etwas fortgeschrittenem Alter von 35 Jahren.

### Speerwurf
| Platz | Athlet           | Land | Weite (m) |
| ----- | ---------------- | ---- | --------- |
| 1     | Eric Lemming     | SWE  | 60,64 OR  |
| 2     | Juho Saaristo    | FIN  | 58,66000  |
| 3     | Mór Kóczán       | HUN  | 55,50000  |
| 4     | Juho Halme       | FIN  | 54,65000  |
| 5     | Väinö Siikaniemi | FIN  | 52,43000  |
| 6     | Richard Åbrink   | SWE  | 52,20000  |
| 7     | Arne Halse       | NOR  | 51,98000  |
| 8     | Jonni Myyrä      | FIN  | 51,33000  |

Datum: 6. Juli
Im Speerwurf kam es zu einem Zweikampf zwischen dem finnischen Weltrekordler Juho Saaristo, der im Juni 1912 die Weltrekordweite von 61,45 m erzielt hatte, und dem schwedischen Olympiasieger von 1908 Eric Lemming, dessen Jahresbestleistung vor diesen Olympischen Spielen auf 57,45 m stand. Doch im Gegensatz zu Saaristo konnte sich Lemming steigern und wurde mit dem olympischen Rekord von 60,64 m Olympiasieger vor Saaristo, der sehr gute 58,66 m erzielte.
Eric Lemmings Olympiageschichte hatte bereits bei den 1900 in Paris begonnen, wo er Vierter im Stabhochsprung und Fünfter im Hochsprung geworden war. Bei den Olympischen Zwischenspielen 1906 hatte Lemming die beiden neu eingeführten Wettbewerbe im Speerwurf (Mittelgriff / freier Griff) – damals noch als „Gerwurf“ bezeichnet – gewonnen, was er bei den Olympischen Spielen 1908 wiederholt hatte.

### Speerwurf (beidarmig)
- Juho Saaristo – Speerwurf,
bestarmig: Silber / beidarmig: Gold

| Platz | Athlet           | Land | Teilweiten (m)   | Endweite (m) |
| ----- | ---------------- | ---- | ---------------- | ------------ |
| 1     | Juho Saaristo    | FIN  | 61,00 OR / 48,42 | 109,42 OR    |
| 2     | Väinö Siikaniemi | FIN  | 54,090000/ 47,04 | 101,13000    |
| 3     | Urho Peltonen    | FIN  | 53,580000/ 46,66 | 100,24000    |
| 4     | Eric Lemming     | SWE  | 58,330000/ 40,26 | 098,59000    |
| 5     | Arne Halse       | NOR  | 55,050000/ 41,87 | 096,92000    |
| 6     | Richard Åbrink   | SWE  | 50,040000/ 43,08 | 093,12000    |
| 7     | Daniel Johansen  | NOR  | 48,780000/ 44,04 | 092,82000    |
| 8     | Otto Nilsson     | SWE  | 50,210000/ 38,69 | 088,90000    |

Datum: 9. Juli

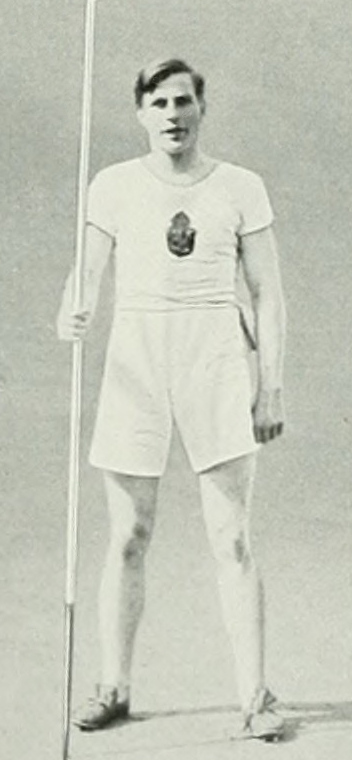
Juho Saaristo – Speerwurf, bestarmig: Silber / beidarmig: Gold

Wie beim beidarmigen Kugelstoßen und Diskuswurf hatten die Teilnehmer je drei Versuche mit dem linken und dem rechten Arm. Das Endresultat der Vorrunde errechnete sich durch Addition der jeweils besten Weiten. Die besten drei Werfer absolvierten danach weitere drei Versuche pro Arm zur Ermittlung der Medaillenränge, wobei die Ergebnisse der Vorrunde berücksichtigt wurden.
Im beidarmigen Speerwurf konnte Juho Saaristo die Reihenfolge zu seinen Gunsten wenden. Er gewann mit einem haushohen Vorsprung und verbesserte beim Wurf mit seinem besten Arm den olympischen Rekord im Speerwurf auf glatte 61 Meter.
Der Wettbewerb war nur ein einziges Mal Teil des olympischen Programms.

### Fünfkampf
| Platz | Athlet          | Land | Platzziffer |
| ----- | --------------- | ---- | ----------- |
| 1     | Jim Thorpe      | USA  | 07          |
| 2     | Ferdinand Bie   | NOR  | 21          |
| 2     | James Donahue   | USA  | 29          |
| 3     | Frank Lukeman   | CAN  | 29          |
| 4     | Austin Menaul   | USA  | 30          |
| 5     | Avery Brundage  | USA  | 31          |
| 6     | Hugo Wieslander | SWE  | 32          |

Datum: 7. Juli
26 Sportler nahmen den Wettkampf auf. Der Fünfkampf bestand aus den Disziplinen Weitsprung, Speerwurf, 200-Meter-Lauf, Diskuswurf und 1500-Meter-Lauf. Zur vierten Disziplin wurden die bis dahin 21 Besten zugelassen, zur fünften nur noch die sieben Besten. Die Punktwertung bestand aus der Addition der jeweiligen Platzierungen des Sportlers in den verschiedenen Disziplinen. Bei Gleichstand entschied die Punktezahl der Zehnkampftabelle über die Platzierung. So erhielt James Donahue (3475,865 P) die Silbermedaille vor Frank Lukeman (3396,975 P).
Der ursprüngliche Olympiasieger Jim Thorpe wurde 1913 vom IOC disqualifiziert, weil er bei einem Baseballspiel gegen die Amateurregeln verstoßen hatte. Diese Disqualifikation wurde vom IOC im Jahre 1982 für nichtig befunden und Thorpe wurde zum gemeinsamen Olympiasieger mit Ferdinand Bie erklärt. Seine Kinder erhielten 1983 stellvertretend für den 1953 verstorbenen Sportler Nachbildungen der Goldmedaille. Im Juli 2022 wurde Thorpe zum alleinigen Sieger ernannt.

### Zehnkampf
| Platz | Athlet            | Land | P – offiz. Wert. | P – 85er Wert. |
| ----- | ----------------- | ---- | ---------------- | -------------- |
| 1     | Jim Thorpe        | USA  | 8412,955 WR      | 6564           |
| 2     | Hugo Wieslander   | SWE  | 7724,495000      | 5966           |
| 2     | Charles Lomberg   | SWE  | 7413,510000      | 5722           |
| 3     | Gösta Holmér      | SWE  | 7347,855000      | 5768           |
| 4     | James Donahue     | USA  | 7083,450000      | 5701           |
| 5     | Eugene Mercer     | USA  | 7074,995000      | 5825           |
| 6     | Valdemar Wickholm | FIN  | 7058,795000      | 5613           |
| 7     | Erik Kugelberg    | SWE  | 6758,780000      | 5345           |
| 8     | Karl Halt         | GER  | 6682,445000      | 5286           |

Datum: 13. bis 15. Juli

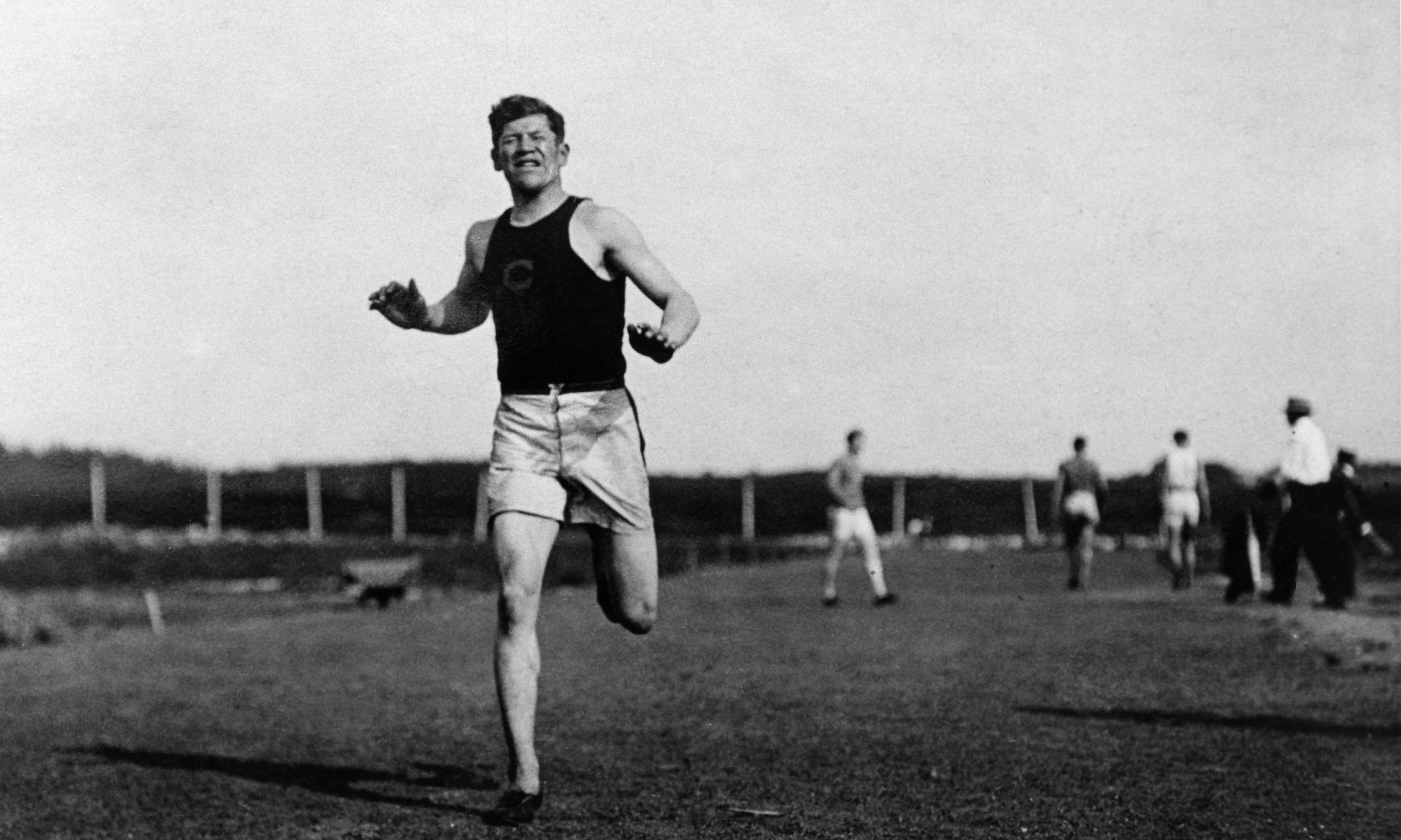
Der nach seinem Tod doch noch als Olympiasieger anerkannte Jim Thorpe

Die Disziplinen des Zehnkampfs waren damals bereits dieselben wie heute. Allerdings wurde der Wettkampf auf drei Tage verteilt und in der Reihenfolge wurde der Diskuswurf vor dem 110-Meter-Hürdenlauf ausgetragen. Jim Thorpe war wie schon im Fünfkampf der klar dominierende Athlet. Mit 8412,955 Punkten stellte er einen neuen Weltrekord auf. Die damalige Wertung für die einzelnen Disziplinen basierte auf den olympischen Rekorden, die als Ausgangswert bei 1000 Punkten lag. Nach der heute gültigen Tabelle von 1985 erzielte Thorpe umgerechnet 6564 Punkte.
Der ursprüngliche Olympiasieger Jim Thorpe wurde 1913 vom IOC disqualifiziert, weil er bei einem Baseballspiel gegen die Amateurregeln verstoßen hatte. Diese Disqualifikation wurde vom IOC im Jahre 1982 für nichtig befunden und Thorpe wurde zum gemeinsamen Olympiasieger mit Hugo Wieslander erklärt. Seine Kinder erhielten 1983 stellvertretend für den 1953 verstorbenen Sportler Nachbildungen der Goldmedaille. Im Juli 2022 wurde Jim Thorpe zum alleinigen Sieger ernannt.
Zur besseren Einordnung der Leistung sind die nach heutigem Wertungssystem umgerechneten Punktzahlen mit angegeben.

## Videolinks
- Olimpic Games in Stockholm 1912, youtube.com, abgerufen am 23. Mai 2021
- All Five Continents Together - Stockholm 1912 Olympic Games Highlights, youtube.com, abgerufen am 23. Mai 2021
- The Fastest Men On Earth (1912 - Stockholm) 5/20, youtube.com (englisch), abgerufen am 23. Mai 2021